# Перша битва при Булл-Рані
Перша битва при Булл-Рані (англ. First Battle of Bull Run також Перша битва під Манассасом — перший великий сухопутний бій Громадянської війни в США. Відбувся 21 липня 1861 року біля Манассасу (штат Вірджинія). Федеральна армія під командуванням генерала Ірвіна Макдавелла атакувала армію Конфедерації під командуванням генералів Джонстона і Борегара, але була зупинена, а потім обернена до втечі. Федеральна армія ставила собі за мету захоплення важливого транспортного вузла — Манассасу, а армія Борегара зайняла оборону на рубежі невеликої річки Булл-Ран. Федеральний головнокомандувач Ірвін Макдавелл витратив два дні для рекогностування, і за цей час на допомогу Борегару прийшла Армія Шенандоа під командуванням Джонстона.
21 липня Макдавелл відправив три дивізії в обхід лівого флангу противника; їм вдалося атакувати і відкинути кілька бригад конфедератів, після чого Макдавелл призупинив наступ. Через кілька годин він відправив вперед дві артилерійські батареї і кілька піхотних полків, але південні зустріли їх на пагорбі Генрі і відбили всі атаки. Федеральна армія втратила в цих боях 11 гармат, і, сподіваючись їх відбити, командування посилало в бій полк за полком, поки не були витрачені всі резерви. Тим часом на поле бою підійшли свіжі бригади армії Півдня і змусили відступити останній резерв північних — бригаду Ховарда. Відступ Ховарда ініціював загальний відхід всієї федеральної армії, який перетворився на безладну втечу. Південні змогли виділити для переслідування всього кілька полків, тому їм не вдалося завдати противнику значної шкоди.

## Підготовка
На початок літа 1861 року (першого року Громадянської війни) перед Конфедерацією стояло завдання обороняти Північну Вірджинію. Для цього існувала необхідність тримати армію на напрямку Вашингтон — Ричмонд і в долині Шенандоа. Армія Півдня була занадто малою, щоб утримувати обидва ці фронти, тому багато надій покладалося на Манассаську залізницю, яка дозволяла перекидати сили з долини Шенандоа на схід або в зворотному напрямку, залежно від ситуації. Слабким місцем цієї дороги була станція Манассас, яка перебувала за 30 миль від Вашингтона. Було очевидним, що федеральна армія насамперед намагатиметься захопити Манассас, «найбільш важливий стратегічний пункт у Вірджинії», за словами одного рядового південнокаролінця. На початок липня 1861 року багато вважали, що перша і, ймовірно, остання битва цієї війни відбудеться під Манассасом. Ще в травні генерал-майор Роберт Лі, головнокомандувач Вірджинськими збройними силами, велів утримувати Манассас за всяку ціну. Він вважав, що варто звести укріплену лінію на рубежі річки Булл-Ран, і обіцяв прислати для цього інструменти.
Для оборони Манассаса Конфедерація залучила свою найбільшу армію — Потомакську. Сама станція була оточена земляними укріпленнями. Річка Булл-Ран, що протікала в трьох милях від Манассаса, була природною перешкодою — вона була неширокою і глибиною не більше метра, але її круті береги були суто зручними для оборони. Південні зміцнили всі переправи через Булл-Ран протягом 8 миль від Воррентонської дороги до броду Юніон-Мілл-Форд. На підступах до річки розставили численні пікети. Зв'язок між пікетами і окремими частинами армії забезпечувався прапорцевою сигналізацією, якою завідував капітан Едвард Александер.
На заході, в долині Шенандоа, стояла невелика однойменна армія, якою командував Джозеф Джонстон. Він був старшим за Борегара за званням і більш досвідченим командиром, але поступався йому за популярністю. Його завданням було стримувати наступ федерального загону під командуванням Роберта Паттерсона, а в разі потреби прийти на допомогу армії Борегара.

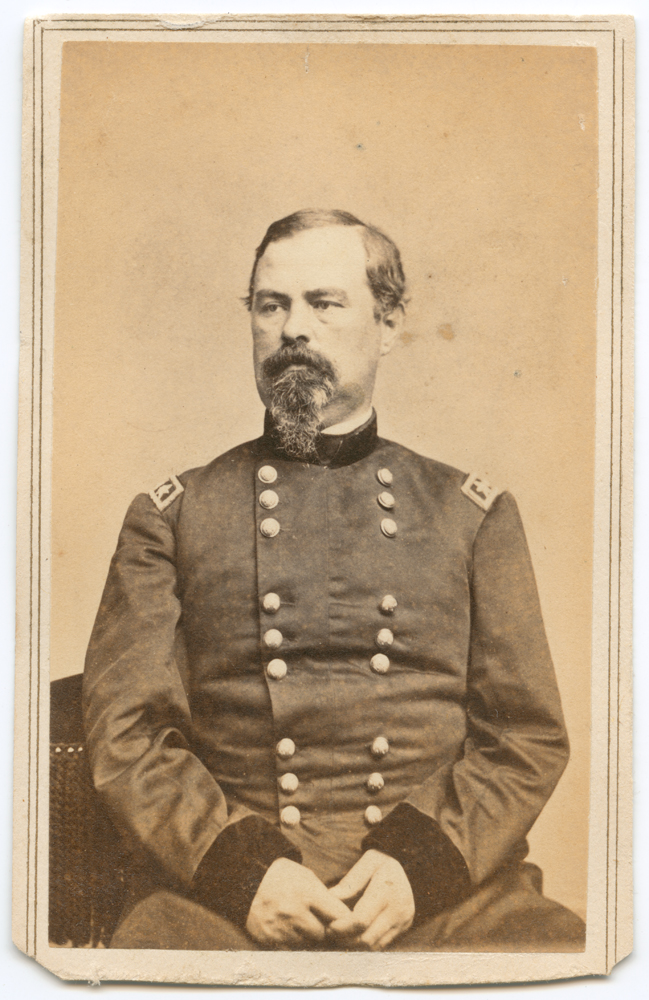
Генерал Ірвін Макдавелл

Для наступу на Ричмонд федеральне командування зібрало найбільшу армію в історії США, чисельністю 35 000 чоловік. Очолив її бригадний генерал Ірвін Макдавелл, що отримав це звання безпосередньо з майорів. Він відразу опинився в складному становищі: суспільство і уряд вимагали негайного наступу на Ричмонд, але командувач розумів, що армія до цього не готова. Рядові не пройшли елементарної підготовки, і навіть офіцери регулярної армії не мали досвіду маневрування бригадами і дивізіями. Разом з тим, багато полків набрали на 90 днів служби, і ці терміни спливали наприкінці липня і на початку серпня. Командування вимагало почати наступ за будь-яких обставин. «Ви зелені, це правда, — сказав Макдавеллу генерал Скотт, — але вони зелені теж».
29 червня 1861 року на засіданні кабінету міністрів в Білому домі Макдавелл виклав свій план дій. Він назвав головною метою свого наступу Манассас. За планом передбачалося наступати на Сентервілл, потім обійти позицію противника зі сходу і відрізати його від Ричмонда, чим змусити відступати. Це був грамотний план, але Лінкольн і Скотт поставилися до нього без ентузіазму. Вони вважали, що перемога в великій битві допоможе швидше закінчити війну.
Армія Макдавелла виступила на Манассас ввечері 16 липня, рухаючись трьома колонами. На правому фланзі дивізія Тайлера до вечора увійшла до В'єнна, в центрі дивізії Хантера і Майлза дійшли до Аннандейла, а на лівому фланзі дивізія Хейнцельмана досягла річки Похік-Крік. 17 липня наступ пішов повільніше; Макдавелл очікував зустріти аванпости противника біля Ферфакса і рухався обережно, з частими зупинками. Приблизно опівдні північні увійшли в Ферфакс, але знайшли там тільки кинутий табір супротивника. До кінця дня дивізія Тайлера встигла просунутися за Ферфакс тільки на 5 миль. 18 липня Макдавелл задумував розпочати свій обхідний маневр: дивізія Тайлера мала відвернути на себе увагу біля Сентервілла, а дивізію Хейнцельмана передбачалося відправити за річку Ококун в обхід правого флангу Борегара. Приблизно опівдні 18 липня Макдавелл прибув на Сангстер-Стейшн для рекогносцирування та майже відразу зрозумів, що відповідних доріг там немає і місцевість незручна для наступу. Це змусило його повністю змінити попередній задум і розробляти новий план наступу.
Борегар знав про наступ федералів з самого його початку завдяки своїм шпигунам. Він розгорнув армію на рубежі річки Булл-Ран, висунувши бригаду Бонема до Сентервілла, а бригаду Юелла — до Сангстера. При появі противника обидві бригади відступили до основної лінії оборони, руйнуючи мости і завалюючи дороги. Хеннессі писав, що біля всіх семи переправ між Сентервіллом і Манассасом Борегар велів звести земляні укріплення, перші в історії тієї війни. Історик Ерл Гесс писав, що потужні булл-ранські укріплення з замаскованими батареями і замінованими мостами і дорогами — це не більше ніж чутки, які ходили по федеральній армії. Борегар побудував кілька укріплень близько Ферфакса, але не зміцнював булл-ранський берег, тому що не збирався оборонятися на цьому рубежі.
Борегар вважав, що північні будуть наступати прямо по дорозі Сентервілл — Манассас і вийдуть до переправи Мітчелл-Форд, де і почнуть атаку. Тому на цій ділянці він поставив свій найсильніший загін — південнокаролінську бригаду Бонема і дві батареї. Передбачалося, що Бонем буде тримати оборону, а в цей час інші бригади перейдуть річку і атакують федералів з флангів. Усвідомлюючи, що його сил може бути недостатньо, Борегар 17 липня запросив підкріплень у президента Джефферсона. Останній наказав відправити до Манассасу 8-й Вірджинський полк з Лісбурга, два полки Холмса з Фредериксберга, а також легіон Хемптона і 6-й Північнокаролінський полк з Ричмонда. Крім того, він написав генералу Джонстону, щоб той ішов на посилення Борегара, якщо зможе відірватися від Паттерсона (англ. if you can get away from Patterson).

### Сили сторін

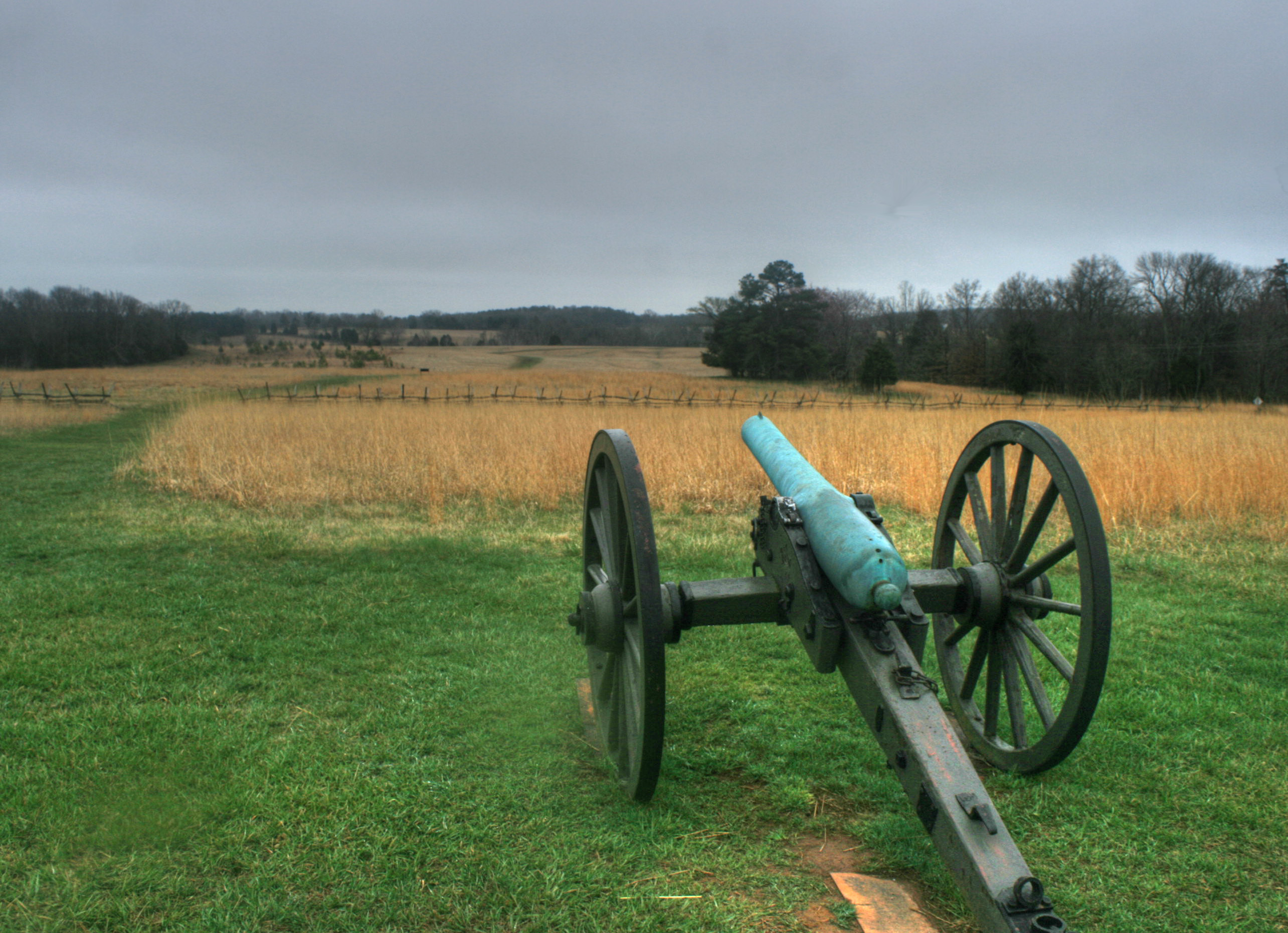
Федеральна 13-фунтова нарізна гармата Джеймса на пагорбі Метьюз

Сили Півдня складалися з Потомакської армії Борегара, 21 883 особи (7 бригад), і армії Шенандоа, приблизно 8884 вояки (4 бригади). Федеральна армія Північно-східної Вірджинії налічувала 30 594 осіб і була зведена в п'ять дивізій.
У федеральній армії налічувалось 47 гармат різних типів і калібрів. Вони були зведені в 10 рот: дев'ять рот регулярної артилерії і одна рота род-айлендського ополчення. Це були: 16 тридюймових нарізних гармат Паррота, два «Паррота» калібру 3,67 дюйма, один «Паррот» калібру 4,2 дюйма, чотири польові гармати зразка 1841 року калібру 4,62 дюйма, вісім польових гаубиць калібру 4,62 дюйма і дванадцять нарізних гармат Джеймса калібру 3 дюйма.
Південні мали 53 гармати, зведених в дванадцять підрозділів. Всі ці підрозділи сформовано з артилерії ополчення штатів: 40 гармат зразка 1841 року калібру 3,67 дюйма, 9 нарізних гармат калібру 3 дюйма, 4 польові гаубиці калібру 4,62 дюйма.
Федеральна артилерія поступалася за чисельністю конфедеративній, але мала перевагу по далекобійності: 51 % федеральних гармат були нарізними проти 18 % в арміях Півдня. Хоча північні могли вести вогонь переважно 3-дюймовими снарядами, їх артилерія била на 1500—2000 метрів, в той час як 6-фунтові гармати південних — тільки на 1000 метрів. Таким чином, федеральна армія мала перевагу, поки вела дуель на великих дистанціях, але на коротких конфедерати отримували перевагу через більший калібр.

### Блекбернс-Форд

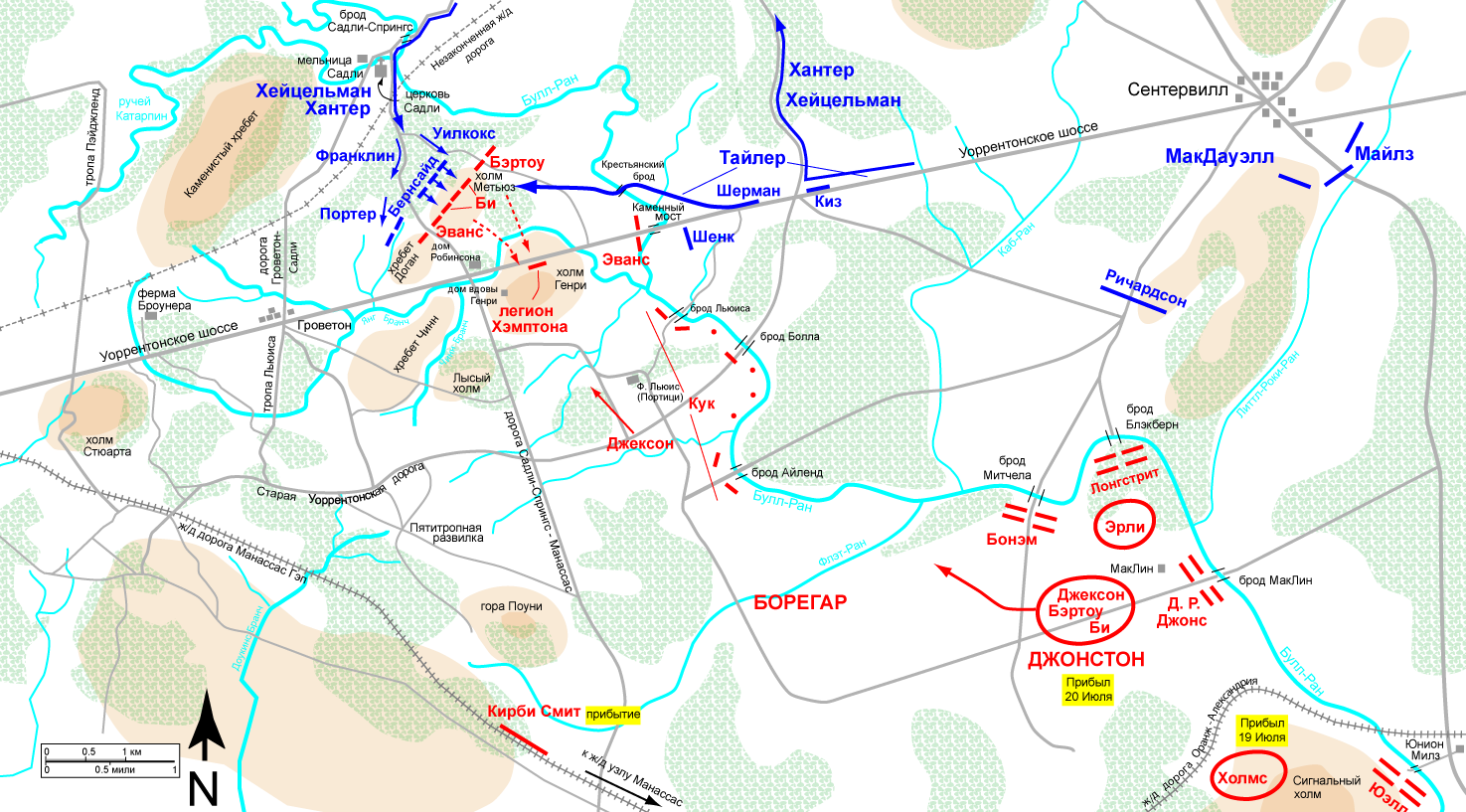
Наступ федеральної армії

18 липня о 09:00 передова дивізія федеральної армії (дивізія Тайлера) увійшла в Сентервілл. Її командир отримав наказ дослідити дороги поблизу, зображати наступ на Манассас, але не починати бою. Тайлер, однак, вирішив провести рекогносцирування. За його наказом генерал Річардсон відправив до переправи батальйон, який вступив в перестрілку з південними (бригадою Лонгстрита). Це зіткнення позбавило змоги Тайлеру оцінити позицію противника, і він наказав Річардсону висунути в бій всю його бригаду. Ця атака була відбита, і Річардсон був готовий атакувати повторно, але Тайлер наказав йому вийти з бою. Макдавелл прибув в Сентервілл вже після закінчення бою. Він не надав великого значення цій перестрілці, хоча і побоювався, що вона зробить погане враження на армію.
Події біля Блекбернс-Форд змусили Борегара переглянути своє ставлення до земляних укріплень. Він велів зміцнити всі переправи, і 19 липня південні приступили до земляних робіт.
Невдача біля Блекбернс-Форд показала Макдавеллу, що позиції противника вздовж Булл-Рана сильні і штурмувати їх з фронту нерозумно. Його початковий план передбачав обхід правого флангу противника, але, вивчивши місцевість, Макдавелл зрозумів, що для такого маневру немає відповідних доріг. Він вирішив змінити план і обійти лівий фланг Борегара. Він доручив Джону Барнарду, головному інженеру армії, знайти відповідні переправи і дороги. Витративши два дні 19 та 20 липня, Барнард дізнався про існування двох зручних переправ — Садлі-Форд і Поплар-Форд, хоча і не зумів вивчити їх особисто. Вдень 20 липня Макдавелл вирішив, що його план цілком реальний і призначив наступ на наступний ранок. У ці дні ряди федеральної армії покинули 4-й Пенсільванський полк і одна артилерійська батарея (у солдатів закінчився термін контракту).

### План Борегара
Генерал Борегар надихнувся успіхом, але, на його невдоволення, бій під Блекбернс-Форд стався дуже рано і ситуація не дозволяла перейти в контрнаступ. Він, однак, розраховував, що після приходу армії Джонстона зуміє розбити Макдавелла. За його планом армія Джонстона мала наступати із заходу, пройти ущелину Елді-Геп і атакувати правий фланг противника. Борегар мав одночасно атакувати з фронту. Цей план передано Джонстону, але той поставився до нього несхвально. 18 липня о 03:00 Джонстон отримав наказ йти на з'єднання з Борегаром і вранці 19 липня розпочав перекидання військ, за допомогою залізниці. Першою відправлено бригаду Томаса Джексона. Джексон з'явився в штаб Борегара увечері 19 липня, в той момент, коли останній якраз викладав підлеглим свій план наступу. Поява Джексона здивувало Борегара — він був упевнений, що Джонстон йде маршем на фланг Макдавеллу.
Джонстон прибув в штаб днем 20 липня і, як старший за званням, прийняв командування над частинами на полі бою. Його поява повністю розладнала плани Борегара, і змусила його повернутися до одного зі своїх ранніх планів, від 8 липня. Він передбачав атаку на Сентервілл, щоб відрізати противника від Вашингтона. Джонстон розумів, що бій треба почати якомога раніше, тому схвалив план Борегара. Він доручив йому скласти всі накази, а сам пішов спати, вперше за кілька днів.

### План Макдавелла

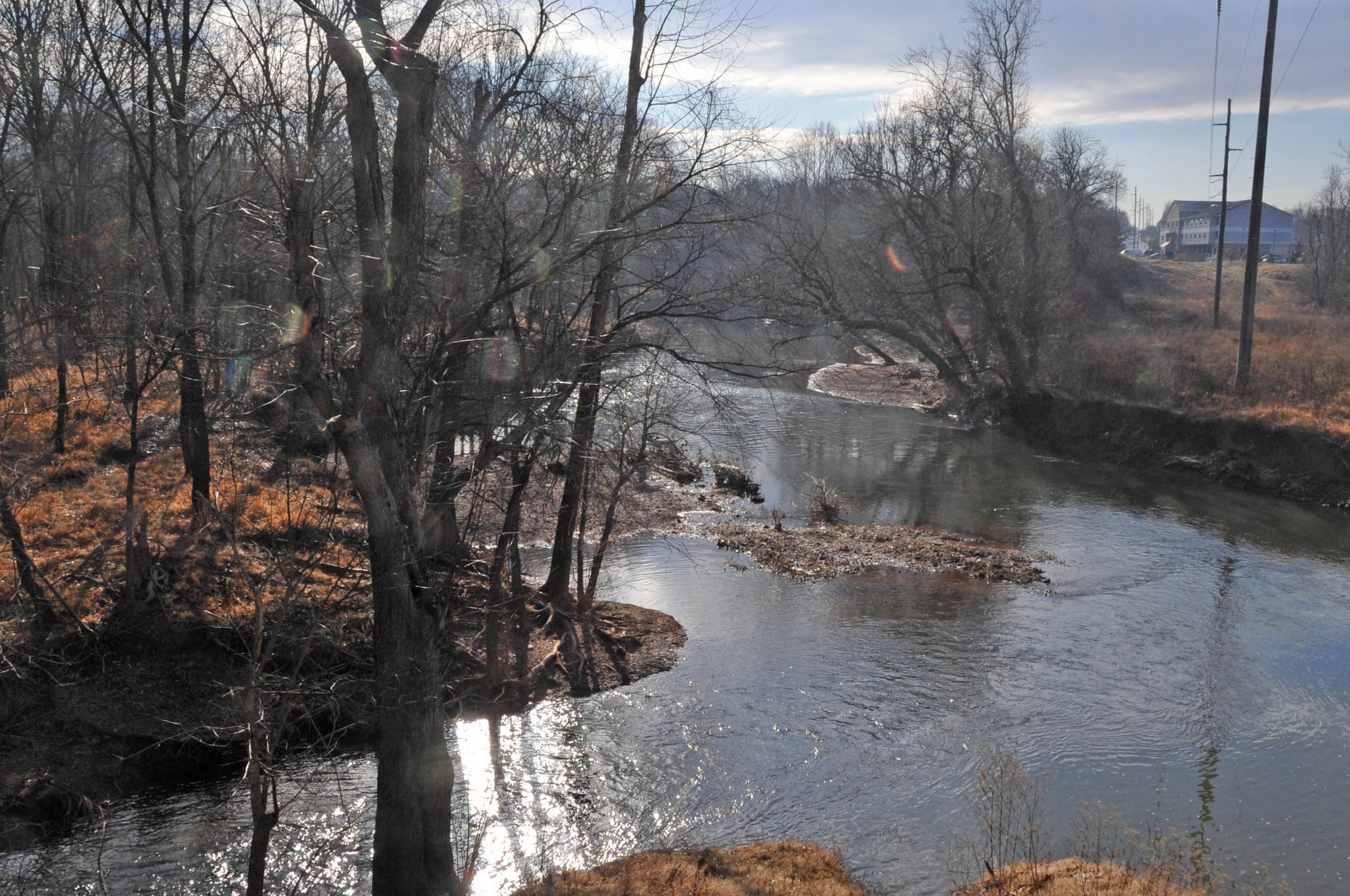
Булл-Ран у Мітчелл-Форд (2008)

Вдень 20 липня Макдавелл розробив остаточний план битви. Він припускав частиною армії зв'язати противника з фронту, а третину всіх сил відправити в обхід через переправу Садлі-Форд, щоб вийти на фланг армії Борегара. Він також вирішив відправити загін на захід по Воррентонській дорозі, щоб розібрати залізничне полотно в Гейнсвіллі. Ранні плани Макдавелла не передбачали такої диверсії. Він був упевнений, що армія Паттерсона зв'яже Джонстона в долині Шенандоа. Макдавелл не пояснював причин свого рішення, але дуже ймовірно, що до 20 липня він став підозрювати, що Паттерсон не впорався із завданням. І Макдавелл, і його генерали чули звуки прохідного ешелону, і пішли чутки, що Джонстон вже з'єднався з Борегаром. Макдавелл навіть повідомив про це в Вашингтон. Згодом він звинуватив Паттерсона в невдалому результаті битви при Булл-Ран, але насправді прибуття Джонстона не стало для нього несподіванкою. Він спочатку розраховував, що його армія приблизно дорівнює за чисельністю армії противника.
О 20:00 Макдавелл зібрав в штабі дивізійних командирів і виклав їм завдання. Бригаді Річардсона за підтримки ще однієї бригади потрібно провести демонстрацію біля переправ Мітчелл-Форд і Блекбернс-Форд. Дивізія Тайлера мала виступити по Воррентонській дорозі до Кам'яного мосту і також почати там демонстрацію. Основний удар наносили дивізії Хантера і Хейнцельмана, чисельністю 13 000 чоловік: виступивши слідом за Тайлером, вони мали повернути до Садлі-Форд. Дивізія Хантера повинна переправитися по Садлі-Форд, повернути на південь, відкинути можливого противника від переправи Поплар-Форд і дозволити дивізії Хейнцельмана перейти Булл-Ран в цьому місці. Далі дві дивізії повинні наступати спільно (Хейнцельман зліва і Хантер праворуч) до Воррентонської дороги, відкинути противника від Кам'яного моста і дозволити перейти дивізії Тайлера.
Подальші події Макдавелл передбачити не міг. Він допускав, що Борегар, обійдений з флангу, почне відступ або атакує його армію. Накази Макдавелла не припускали подальшого наступу, в них не містилося слів «атака» або «штурм». Цим план Макдавелла принципово відрізнявся від плану Борегара, який розраховував саме атакувати Сентервілл.

## Бій

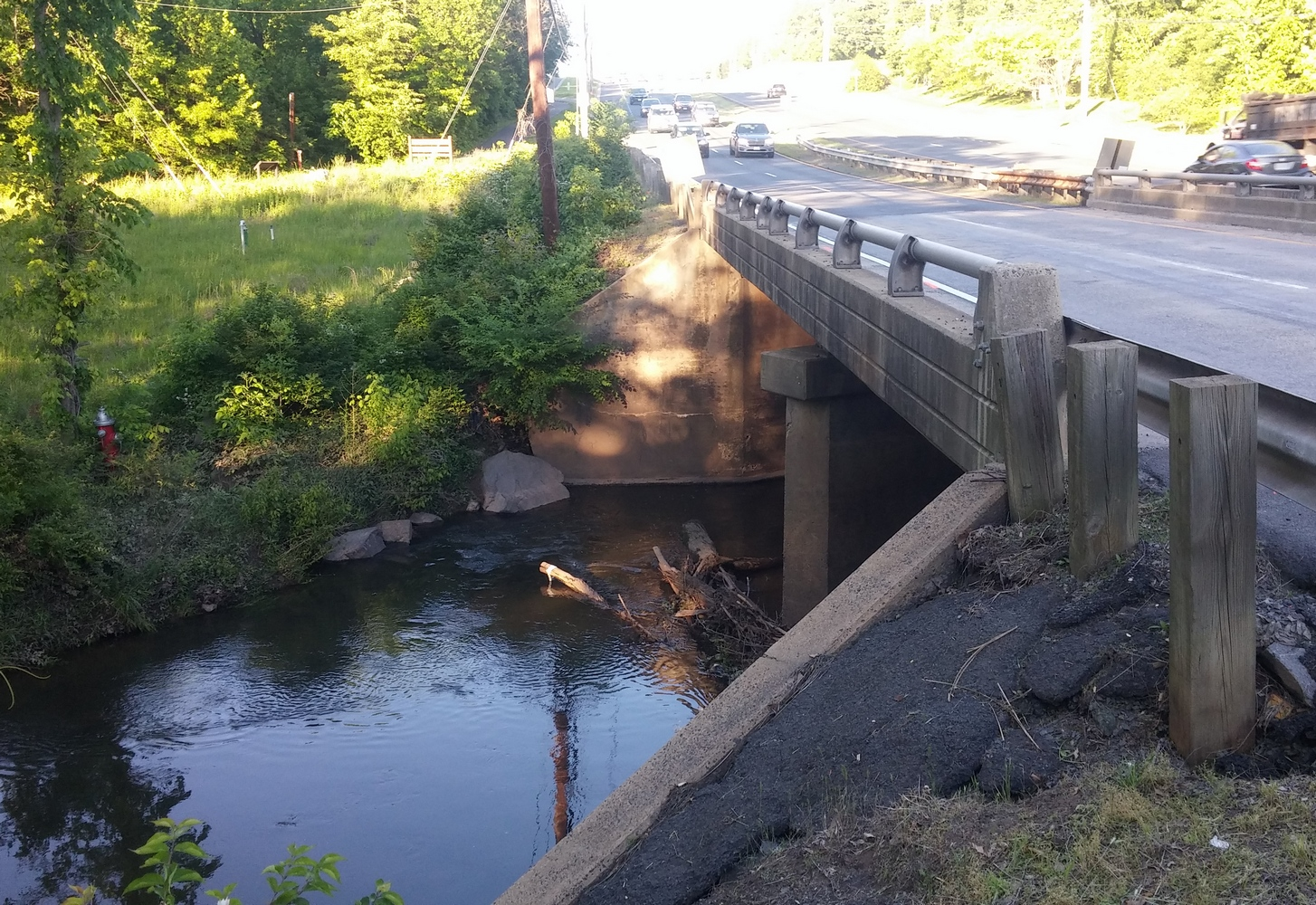
Міст через Каб-Ран в наш час (2017)

Федеральна армія розпочала підготовку до наступу в ніч на 21 липня, «в останню ніч безкровної війни», за висловом Хеннессі. В 2:03 дивізія Тайлера (бригади Шенка і Шермана) вишикувалася на Воррентонській дорозі і почала марш у бік Кам'яного мосту через Булл-Ран. Позаяк всі наступаючі частини того ранку користувалися однією дорогою, темпи їх пересування залежали від швидкості маршу Тайлера. Однак його затримав вузький міст через струмок Каб-Ран. Особливо важко було перевезти важкі (до трьох тонн) гармати. Всього на прохід моста бригадам Шенка і Шермана було потрібно півтори години. Тайлер припускав, що весь простір між Каб-Ран і Булл-Ран зайнято противником, тому рухався повільно і з дотриманням вимог безпеки. В результаті відстань 2,5 кілометра до Кам'яного моста пройдено за три години.
Весь цей час дивізії Хантера і Хейнцельмана стояли, чекаючи, поки звільниться шлях до початку дороги на Садлі-Форд. Тільки о 05:30, коли Тайлер пройшов міст через Каб-Ран, інші дивізії почали свій марш, але і їм довелося затриматися, переходячи Каб-Ран. Пройшовши до будинку Спіндла, колона звернула вправо на фермерську дорогу, що веде до Садлі-Форд. Ця дорога була вузькою, що також сповільнило темпи наступу. Першим в колоні йшов 2-й Род-Айлендський полк, за ним батарея Рейнольдса, потім 1-й Род-Айлендський, 2-й Нью-Гемпширський і 71-й Нью-Йоркський полки. Полковник Бернсайд йшов на чолі колони у супроводі губернатора Род-Айленда, Вільяма Спрега, який навіть одягнув уніформу 1-го Род-Айлендського полку. За бригадою Бернсайда йшла бригада Портера, потім вся дивізія Хейнцельмана. Всього обхідна колона налічувала 13 тисяч осіб з двадцятьма гарматами.

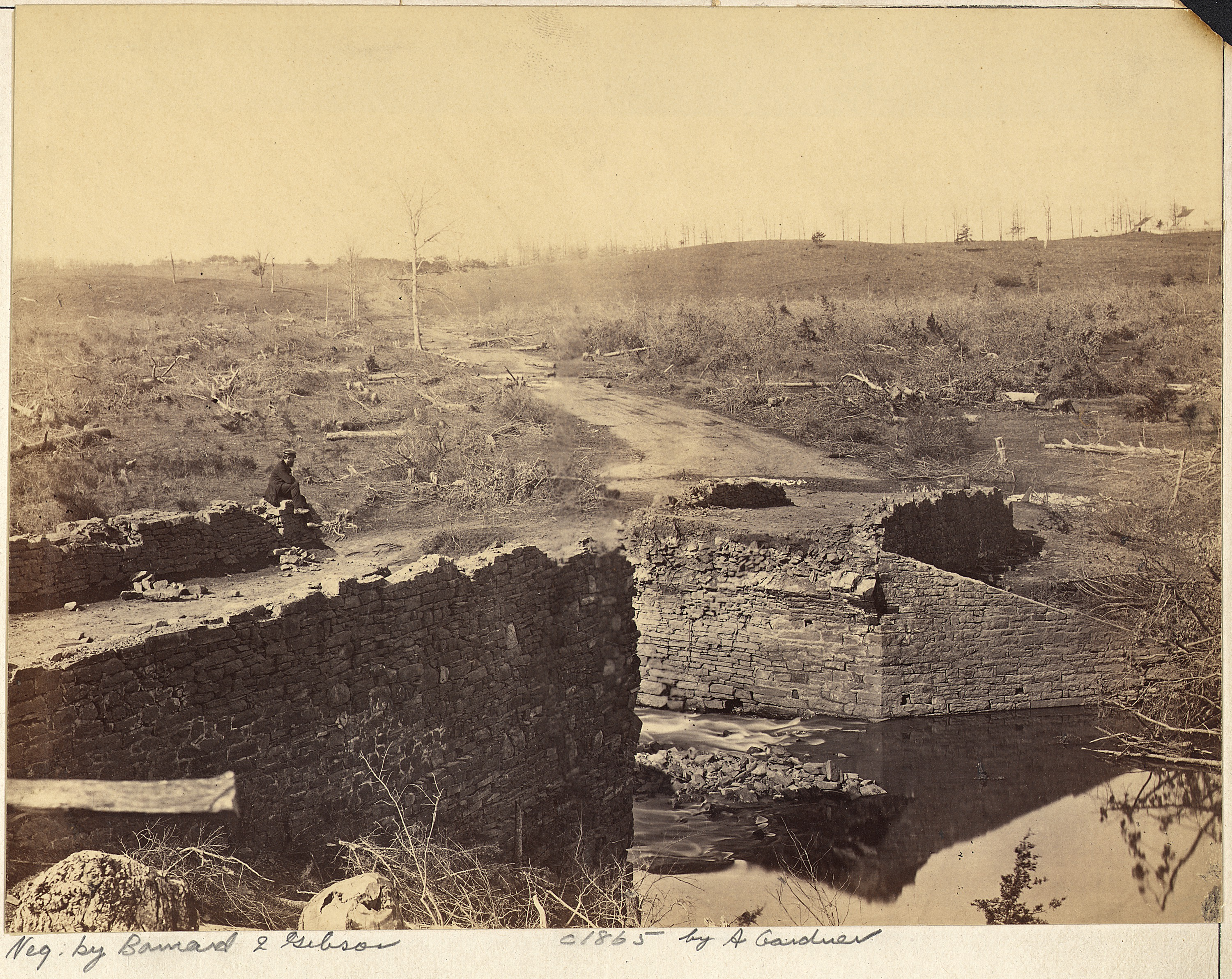
Кам'яний міст через Бул-Ран, вид в сторону позицій Еванса (березень 1862 роки)

План Макдавелла вимагав від Тайлера привернути до себе увагу біля Кам'яного мосту. Тайлер запізнився до мосту всього на годину. Він вирішив не повторювати помилок битви при Блекбернс-Форд і перед початком бойових дій ретельно розмістив свої сили на позиціях. Шерман особисто провів рекогносцирування і з подивом не виявив на протилежному березі річки укріплень і серйозних сил противника. Він зауважив кілька людей, багато повалених дерев, але нічого більше. Тим часом Тайлер вивів на позицію артилерію, зокрема, 30-фунтовий «Паррот». Його встановили прямо на дорозі в декількох сотнях метрів від моста, і близько 06:00 здійснив залп розривним снарядом в бік будинку Ван Пельтьє на висоті за річкою. Після цього історичного «першого залпу» було дано ще кілька, але вони не принесли ніякого видимого результату.
Позицію за мостом у південних займала бригада Натана Еванса, яка складалася всього з двох полків. Еванс дізнався про висунення противника ще о третій годині ночі, а о 04:00 його пікети зробили перші постріли по північним. Тоді Еванс наказав своїм полкам зайняти бойову лінію: 4-й Південнокаролінський піхотний полк полковника Слоана розвернувся праворуч від дороги, а луїзіанський батальйон Чатема Віта — зліва. Дві гармати капітана Девідсона стали за 600 метрів від мосту. Розуміючи, що співвідношення сил не на його користь, Еванс сховав свої полки в лісі і намагався по можливості не відповідати на постріли противника.

Не добившись ніякої реакції супротивника, Тайлер наказав Шенку висунути вперед три полки. У відповідь Еванс висунув вперед чотири роти 4-го Південнокаролінського полку, розгорнувши їх по дві з кожного боку моста. Одна луїзіанська рота встала лівіше. Решта підрозділів розташувалася за 200 метрів позаду. Зблизившись, противники вступили в перестрілку, яка затягнулася на дві години. Рядовий Брізель потім згадував:

На сході сонця я побачив двох ворожих розвідників, які спускалися з пагорба через зарості бородача. Вони тримали рушниці на плечах і, хоч і шли в нашу сторону, нас не бачили, бо вся їх увага було прикована до Кам'яного моста. Пресс Кован і я … вийшли до огорожі на краю поля, за 40 футів від берега Булл-Рану. Розвідники підходили, покі не опинились за сто ярдів від нас. Я поклав рушницю на огорожу і прицілився. І тут Пресс Кован, який був на крок позаду мене, вистрілив. Це був перший мушкетний постріл битви під Манассасом. Він був зроблений Прессом Кованом, рядовим роти J, 4-го Південнокаролінського піхотного. Це було за 200 ярдів нижче Кам'яного мосту і за 40 — від берега Булл-Рану, на сентервільскому боці, близько 06:00 ранку.
Оригінальний текст (англ.)
– Just about daylight I nociced two of the enemy's vedettes coming over the hill through the broomsedge. They were carrying their guns at trail arms, and, although coning in our direction, they did not see us, for they had their attention on the men at the Stone Bridge. Press Cowan and I ... walked up to the fence by the edge of the field, about 40 feet from the bank of Bull Run. The vedettes came on until they were within a hundred yards of us. I laid my gun down across the top rail and ran my eye down the barrel. At that instant Press Cowan, who was standing a step behind me, fired. This was the first musket fired at the Battle of Manassas. It was fired by Press Cowan, a private of Co. J, of the 4th South Carolina Infantry. It was about £00 yards below the Stone Bridge and about 40 feet from the bank of Bull Run, on the Centreville side, about 6 o'clock in the morning. .
— 
Цю перестрілку, як і вогонь гармати, почув Ізраель Річардсон у Блекбернс-Форд, і це стало для нього сигналом до дії. Навчений досвідом битви при Блекбернс-Форд, Річардсон діяв акуратно: він розгорнув 6 гармат майора Генрі Ханта, поставив прикриття (1-й Массачусетський і 3-й Мічиганський полки) і прикрив фланги застрільниками.
П'єр Борегар вирішив, що найкращою відповіддю на наступ федералів буде атака правим флангом. Джозеф Джонстон в принципі не заперечував, але вирішив посилити лівий фланг і о 07:00 направив на допомогу Евансу бригади Бі, Бартоу, Джексона та Південнокаролінський полк (Легіон Хемптона). Разом з бригадами відправлено 6 гармат. В цей же час, близько 7:00, віддано наказ про початок наступу бригад правого флангу. Після цього Борегар і Джонстон покинули штаб в будинку Макліна і вирушили на пагорб у Мітчелл-Форд, щоб побачити результати свого наступу. Відповідно до отриманого наказу Лонгстрит повів свою бригаду через Блекбернс-Форд і вступив в перестрілку з полками Річардсона. Також перейшла річку і бригада Девіда Джонса. Загальний наступ мав початися атакою бригади Юелла, але наказ Борегара з невідомої причини не був тому доставлений, і він залишився на своїй позиції.
Зв'язок між бригадами Борегара здійснювався через сигнальні станції. Одна розташувалась в будинку Ван Пельта, при штабі Еванса, інші — біля ферми Макліна і на Вілкокс-Гілл. Того ранку станціями командував капітан Портер Александер, якому Борегар велів перебувати на станції у Вілкокс-Гілл. Приблизно о 08:45, приймаючи прапорцевий сигнал зі станції Ван Пельта, Александер зауважив відблиск світла далеко за станцією. «Придивившись, я здогадався, що це ранкове сонце відбивається в бронзовому стволі гармати», — згадував він потім. Уважніше вивчивши місцевість за річкою, капітан незабаром помітив колони піхоти і артилерійські обози. Він негайно послав повідомлення прапорцем Евансу через проміжну сигнальну станцію у Маклін-Форд: «Слідкуйте за своїм лівим флангом. Вас обходять». Це повідомлення стало першим в історії військової справи прапорцевим сигналом, переданим в бойових умовах. Слідом за цим, Александер надіслав повідомлення з кур'єром генералу Борегару: «Я бачу частини, що переходять Булл-Ран двома милями вище Кам'яного моста. Голова колони в лісах на цій стороні. Хвіст колони в лісах на іншій стороні. Півмилі її довжини видно на відкритій місцевості. Видно піхоту і артилерію».

### Бій за пагорб Метьюз

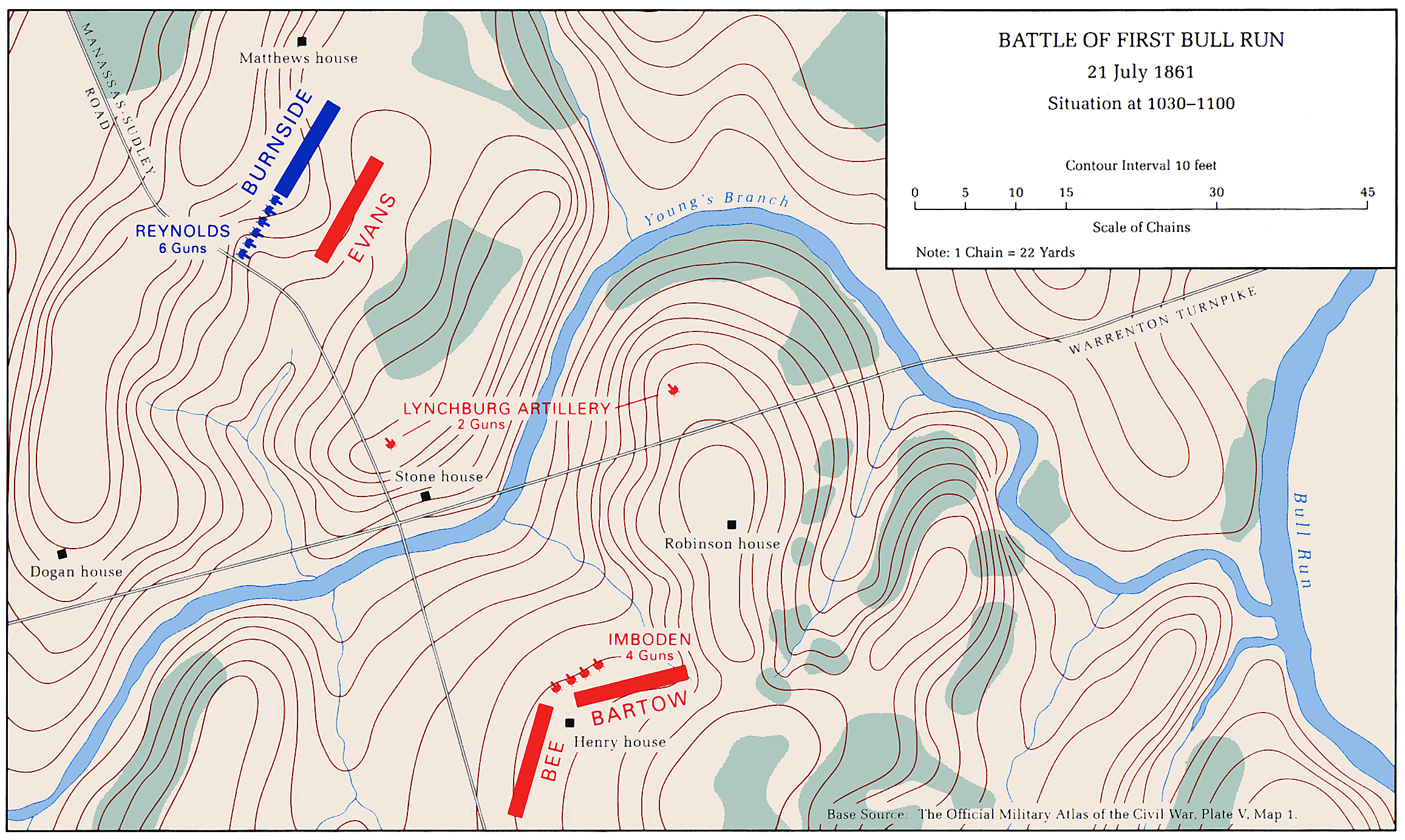
Бій за пагорб Метьюз

Донесення Александера прийшло одночасно з донесенням від пікетів біля Садлі-Форд. Еванс зрозумів, що йому треба швидко і потайки відступити від моста. Це було нескладно, бо його піхота все ще була захована в заростях. Еванс залишив на позиції вже демасковані 4 роти, близько двохсот чоловік, а решту 900 відправив на перехоплення колони противника до ферми Піттсильванія. Відведення військ пройшло непоміченим, і Тайлер ще кілька годин не підозрював, що Кам'яний міст залишився без охорони. Еванс припускав, що противник піде вздовж правого берега річки, щоб вийти до його флангу біля Кам'яного моста. Однак він помилився: федеральна колона попрямувала строго на південь, по дорозі Садлі-Роуд, що веде з Садлі в Манассас, яка вивела б їх повз лівий фланг Еванса на Воррентонську дорогу. Еванс наказав змінити позицію: луізіанці перемістилися лівіше, на пагорб біля ферми Едгара Метьюза. 4-й Південнокаролінський прийшов слідом за ними і став лівіше луізіанців, упершись лівим флангом в Садлі-Роуд. Дві гармати Девідсона встали за лінією піхоти, на висоті Бак-Хілл. Не обійшлося без інцидентів: південнокаролінці помилково зробили кілька пострілів по луізіанцям, а ті відкрили вогонь у відповідь. Проте, о 09:30 бригада Еванса була повністю готова до бою і чекала наближення противника.

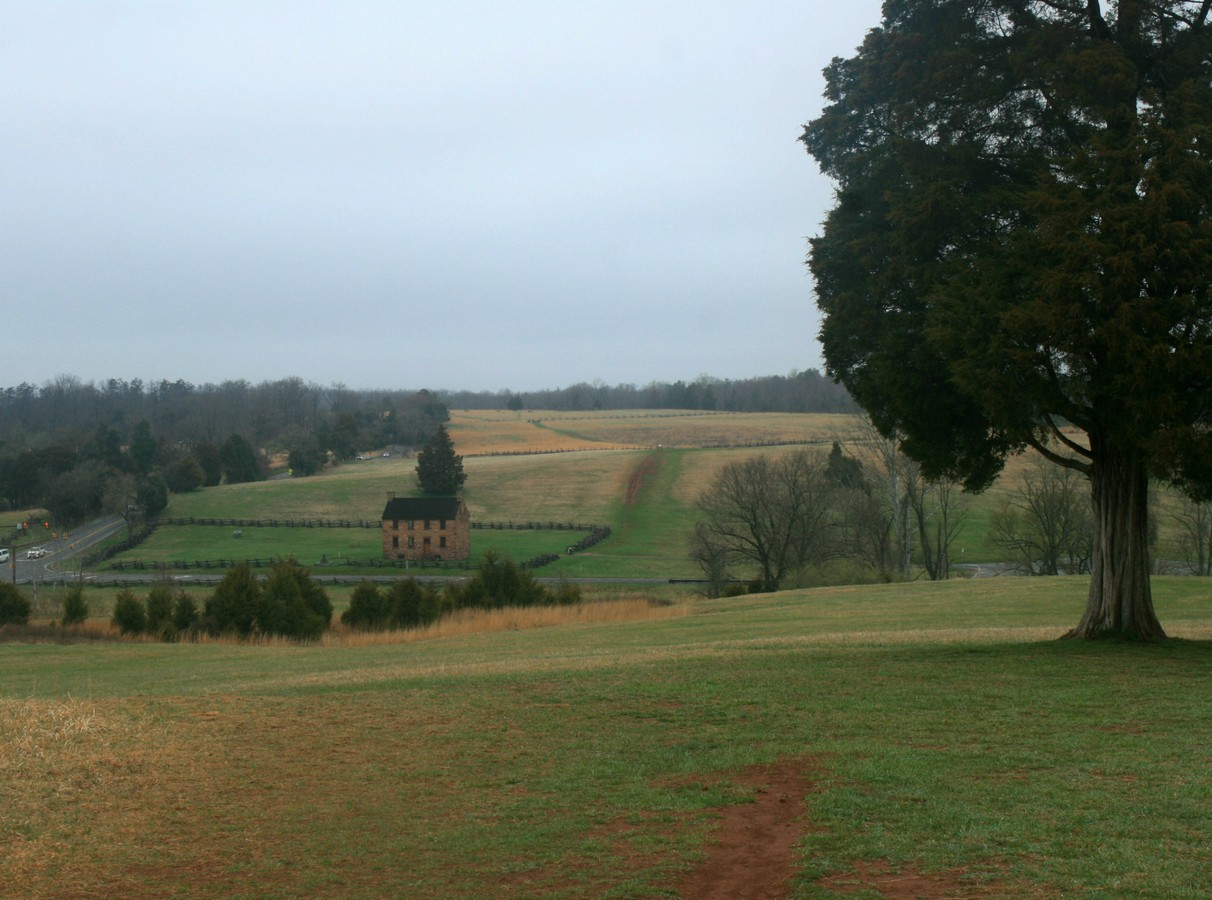
Вид на пагорб Метьюз з позиції батареї Імбодена

Позиція Еванса була дещо незвичною. Пагорб Метьюз є пологою висотою, цілком придатною для оборони. Однак Еванс не став займати вершину пагорба, а розмістився на його південному схилі, приблизно за 150 метрів від вершини. Мотиви Еванса невідомі; ймовірно, він сподівався, що зустріч з його загоном стане для противника несподіванкою. Однак тим самим він віддавав противникові вершину пагорба, яка була вище за його позицію десь на 10 метрів.
В цей час, бригада генерала Бі прийшла на сусідній пагорб Генрі. Він відразу зрозумів, що саме тут незабаром почнеться бій, і наказав Джону Імбодену розгорнути свої гармати на північному схилі пагорба Генрі. Сюди ж Бі привів свої полки: 4-й Аламабський, 11-й Міссісіпський, 7-й і 8-й Джорджіанські.
Авангард дивізії Хантера вийшов до броду Садлі-Форд о 09:00, відстаючи від графіка на 4 години. Бригада Бернсайда першою перейшла річку і рушила на південь по Садлі-Роуд. Вільям Еверелл і Еміель Уіппл обігнали колону і з високого місця побачили піхоту Еванса, що йшла їм на перехоплення. Хантер наказав Бернсайду розгорнути 5 рот в стрілецький ланцюг і наступати. Губернатор Спрегг вирушив разом з передовою колоною. Пройшовши півтора кілометра лісом, колона вийшла на відкриту місцевість, звідки починався пологий підйом на пагорб Метьюз. Вище по схилу стояв стрілецький ланцюг Еванса. Конфедерати зробили по противнику кілька пострілів і відступили. Бернсайд розгорнув в бойову лінію весь 2-й Род-Айлендський піхотний полк і скомандував «Вперед!». Піхотинці скинули ранці і ковдри і бігом кинулися до вершини пагорба. Як тільки вони досягли вершини, полки Еванса дали по ним залп. Род-Айлендці витримали його і відкрили вогонь у відповідь з відстані 150 метрів. Ззаду підійшла артилерійська батарея капітана Рейнольдса — 6 бронзових нарізних гармат Джеймса. Бернсайд, слідуючи наполеонівській тактиці, наказав артилерії зайняти позицію на одній лінії з піхотою.

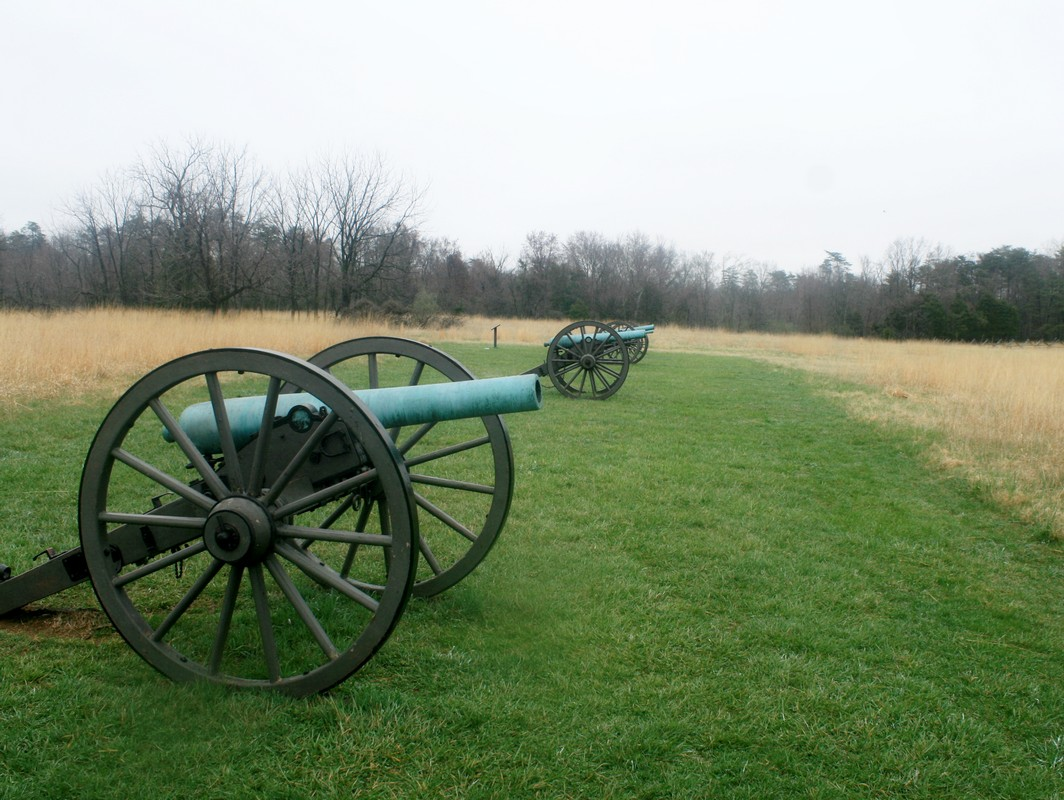
Федеральна батарея Рейнольдса на пагорбі Метьюз

Почалася запекла перестрілка, і обидві сторони зазнали перших втрат. Загинув командир Род-айлендської полку, полковник Джон Слокам. Снарядом відірвало ногу майору Беллоу. Поранення в шию отримав і дивізійний командир Хантер. Він вирушив у тил, шляхом зустрівши Бернсайда, якому сказав: «Бернсайд, передаю справу в ваші руки. Слокам і його полк впевнено наступають і женуть цих мерзотників». Це можна зрозуміти як передачу командування Бернсайду, але історик Дон Джонсон пише, що командування прийняв Портер. Хеннессі же пише, що після поранення Хантера Бернсайд і Портер займалися кожен своєю бригадою.
До цього моменту Род-Айлендський полк вже півгодини вів бій поодинці. Решта полків бригади стояли в тилу. Бригада Ендрю Портера отримала наказ від Хантера (ще до його поранення) допомогти род-айлендцям, але Портер невірно його зрозумів і теж розгорнув бригаду в тилу. Розібравшись в ситуації, Бернсайд відправив у бій два додаткових полки: 71-й Нью-Йоркський і 2-й Нью-Гемпшірський, але 2-й пішов в неправильному напрямку, а 71-й маневрував так невміло, що Бернсайд залишив їх і відправив в бій 1-й Род-Айлендський. Нью-Гемпшірцям наказали лягти на землю, 1-й пройшов по ним і вийшов на лівий фланг 2-го Род-Айлендського полку.
Десь після 10:00 майору Віту здалося, що він виявив слабке місце в лінії противника, і він кинув свій луїзіанський батальйон, 400 осіб, в атаку на артилерію Рейнольдса. Вони зуміли підійти на 20 метрів до батареї, підстрелити багатьох артилеристів і коней, але були зупинені, а потім стали відступати. Відступаючи, вони не повернулися на колишню позицію праворуч від Південнокаролінського полку, а відійшли за Садлі-Роуд, де сховалися за будівлями ферми Догана. Правий фланг Еванса небезпечно вкоротили, і він вирушив шукати допомоги на пагорб Генрі. Генерал Бі бачив всю невигідність позиції Еванса і порадив йому відступити на пагорб Генрі, але Еванс категорично відмовився. Бі поступився; о 10:15 він повів 4-й Алабамський піхотний полк (полковника Егберта Джонса) на пагорб Метьюз. Вони перейшли Янг-Бренч, Воррентонську дорогу, вийшли на правий фланг 4-го Південнокаролінського і під прикриттям лісу розгорнулися в бойову лінію, потім підійшли до супротивника на 100 метрів і відкрили вогонь.
Далі Бі вирішив ввести в бій інші три полки. 2-й Міссісіпський він поставив між 4-м Південнокаролінським і Алабамським, 7-й Джорджіанський поставив правіше Алабамського, а 8-й Джорджіанський поставив на правому фланзі, сподіваючись, що той зможе вийти у фланг супротивникові. Однак і федеральний фронт видовжувався в міру того, як Бернсайд вводив в бій всі полки своєї бригади, і загальний фронт битви розтягнувся вже на 700 метрів. І все ж Бернсайд відчув, що його фланг в небезпеці, і запросив у бригади Портера, яка шикувалася правіше, батальйон регулярної піхоти для посилення флангу. Батальйон був посланий, але встав не на фланзі, як хотів Бернсайд, а біля батареї Рейнольдса.
В цей час федеральні батареї Рейнольдса і Гріффіна вели запеклу перестрілку. Гріффін перемістив 4 своїх гармати на позицію біля будинку Джона Догана і вів вогонь звідти. Імбоден потім згадував: «… без перебільшення можна сказати, що сотні снарядів цих п'яти нарізних гармат [батареї Рейнольдса] розривалися в той день навколо моєї батареї, але розривалися так глибоко в землі, що осколки не потрапляли назовні. Після битви земля виглядала так, як ніби її всю розрили свині».
Позаду батареї Гріффіна шикувалася бригада Портера. Помітивши її, Чатем Віт знову кинув свій батальйон в атаку. За деякими даними, луізіанці кинули свої гвинтівки і атакували тільки з ножами Боуї в руках. Віт отримав важку рану під час цієї атаки і його винесли в тил. Лікар сказав, що його поранення смертельне, на що Віт відповів, що не відчуває себе вмираючим. Лікар сказав, що в історії медицини не записано випадків одужання після такого поранення. Віт відповів: «Добре, тоді запишіть в історію медицини мій випадок».
В цей час зі сходу стали підходити перші бригади дивізії Тайлера. Тайлер отримав наказ наступати ще тоді, коли були помічені південні на Метьюз-Гілл. Бригада Шермана (3400 чоловік) перейшла Булл-Ран, не зустрівши опору, вийшла на висоту біля ферми Піттсильванія і побачила попереду правий фланг позицій противника. Тут командир 69-го Нью-Йоркського, підполковник Хаггерті, кинувся наздоганяти невеликий загін Армії Півдня і був ними застрелений. Поява бригади Шермана відразу зробило позицію Еванса безнадійною. Бригада Портера вже загрожувала його лівому флангу, і Евансу залишалося тільки відступати. За його наказом полки почали відходити. 4-й Алабамський останнім залишив позицію, при цьому втративши пораненим полковника Джонса.
Бригада Бернсайда виявилася виснажена боєм і не готова до переслідування, тільки батальйон регулярів кинувся вперед і взяв у полон полковника Джонса. Тепер Макдавелл мав 18 тисяч осіб на позиціях, а армія противника ніби відступала в безладді. «Перемога! День наш!», — оголосив Макдавелл. Було 11:30, і в той момент багато північних думало, що бій виграно і війна закінчена. Тепер Макдавелл мав вирішити, що робити далі.

### Затишшя
Командування армії Півдня ще нічого не знало про становище свого лівого флангу. Джонстон і Борегар перебували на пагорбі біля переправи Мітчелл-Форд, чекаючи результатів наступу на Сентервілл. До них надійшло повідомлення Александера про наступ флангової колони, але вони сподівалися, що їх атака випередить федеральний наступ. О 10:30 з'ясувалося, що наказ про наступ з якоїсь причини не доставлено за призначенням і що бригада Юелла ще не зрушила з місця. О 11:00 канонада на лівому фланзі посилилася, а пікети донесли, що федерали споруджують завали під Блекбернс-Форд і Мітчелл-Форд і, отже, не планують атаки з цього боку. Розуміючи, що найважливіше відбувається на лівому фланзі, Джонстон і Борегар вирушили туди.

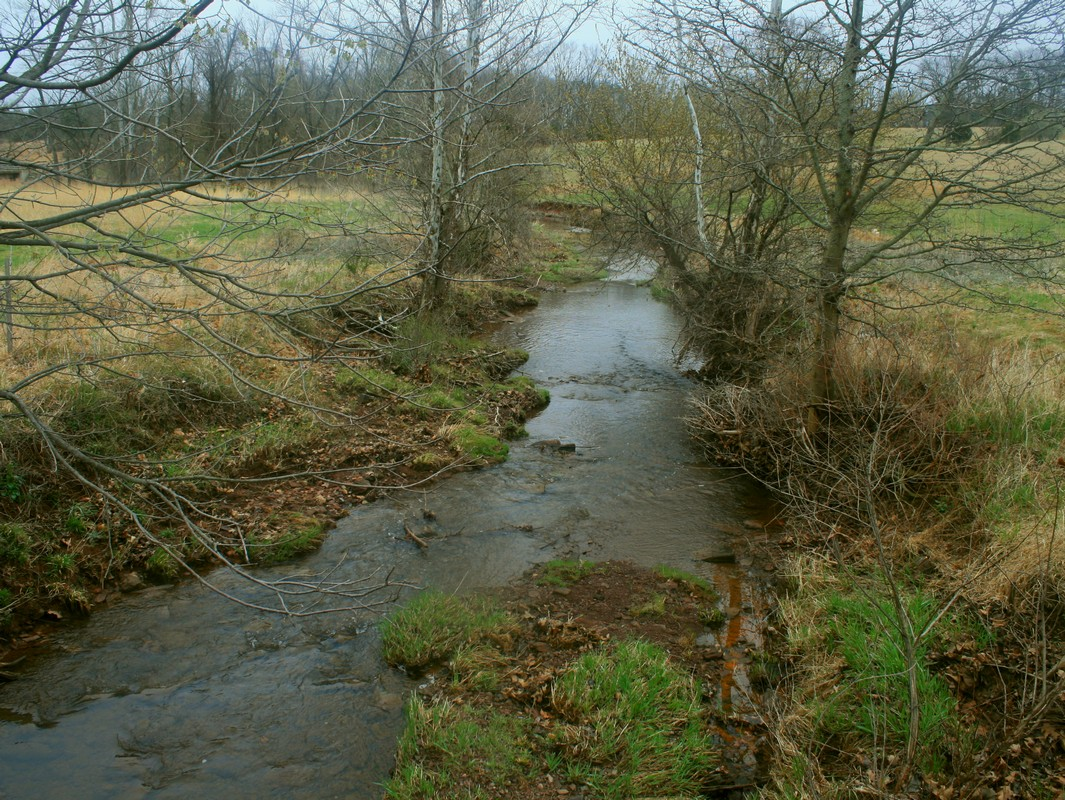
Струмок Янг-Бренч між пагорбами Метьюз і Генрі біля Кам'яного будинку

До моменту прибуття командування на пагорб Генрі ця висота утримувалася лише батареєю Імбодена. Імбоден отримав наказ від генерала Бі утримувати позицію будь-якою ціною і виконував цей наказ вже близько години. О 11:00 полк Вейда Гемптона, який стояв на висоті біля ферми Портичи, отримав наказ висунутися вперед і допомогти відступаючим. Він привів полк до дому Робінсона, спустився в низину струмка Янг-Бренч і під вогнем гармат Рікеттса-Гріффіна зайняв позицію вздовж Воррентонської дороги.
Поява Гемптона збіглася з першою невпевненою спробою федералів почати переслідування. До цього моменту майже вся бригада Еванса пішла на пагорб Генрі, але окремі загони південних ще залишалися між струмком Янг-Бренч і пагорбом Метьюз. Коли на поле бою прийшов 27-й Нью-Йоркський піхотний полк, йому було наказано наступати в напрямку Кам'яного будинку і батареї Імбодена. Полковник Генрі Слокам повів полк вперед по дорозі Садлі-Роуд, а в цей час залишки людей Еванса (4-го Алабамського і 2-го Міссісіпського) відходили за Янг-Бренч і займали позицію вздовж струмка, нижче по схилу відносно батареї Імбодена. Використовуючи русло струмка як земляне укріплення, вони відкрили вогонь по полку Слокама. Зав'язалася запекла перестрілка. Гемптон втратив коня, загинув підполковник Джонсон, але південні утримали позицію, і Слокам наказав відступати. При відході його також поранило.
Поки Макдавелл розмірковував, чи варто продовжувати наступ, діяти почав полковник Вільям Еверелл, що прийняв командування бригадою Портера. Розуміючи, що південні можуть закріпитися на пагорбі Генрі, він вирішив відбити цю позицію і послав в наступ 8-й та 14-й Нью-Йоркський полки ополчення, також відомий, як 14-й Бруклінський. Обидва полки швидко вийшли до Воррентонської дороги, але тут 8-й втягнувся в перестрілку з полком Гемптона, втратив порядок і вибув з бою назавжди. 14-й потрапив під вогонь своїх і чужих і відразу відійшов назад на висоту Доган-Рідж.
Полк Гемптона утримував свою позицію майже годину, дозволивши командуванню навести хоч якийсь порядок в частинах, що відступали, а бригаді Джексона дістатися до пагорба Генрі. Томас Джонатан Джексон спочатку стояв зі своєю бригадою біля броду Мітчелл-Форд. Коли бригаду Бі послали на посилення Еванса, Джексону наказали зайняти позицію біля броду Льюїс-Форд. Прибувши туди о 11:00, Джексон вирішив, що він потрібніший в іншому місці, і за особистою ініціативою відправив свою бригаду (2600 чоловік) до пагорба Генрі. В авангарді йшов 5-й Вірджинський піхотний полк. Вийшовши до південно-східного краю поля ферми Генрі, бригада розгорнулася на краю пагорба за 400 метрів від будинку Генрі. Тут Джексона зустрів генерал Бі. «Генерал, вони нас тіснять», — сказав він. Джексон відповів: «Пане професоре, ми почастуємо їх багнетами».

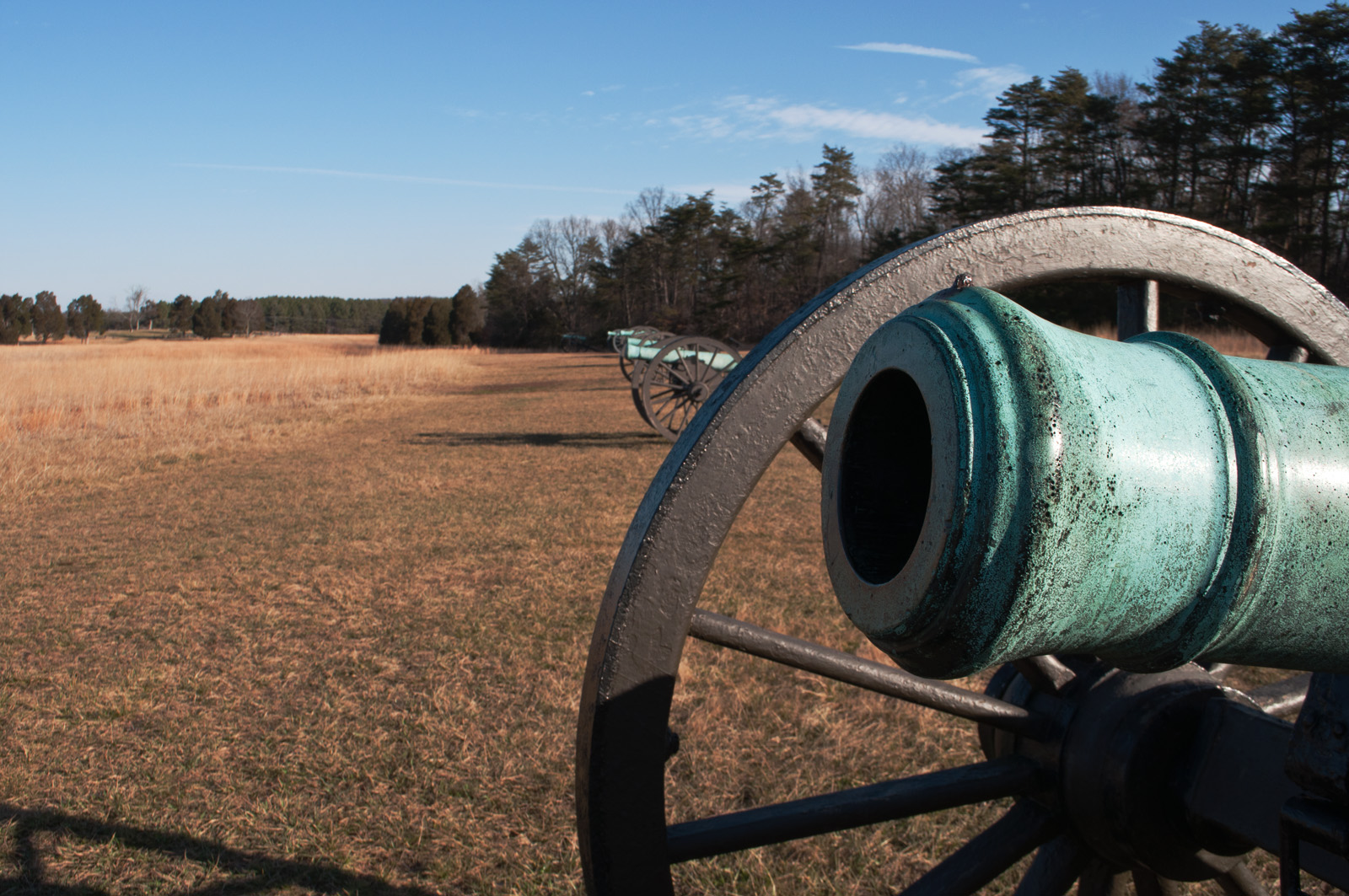
Гармата Джексона на пагорбі Генрі (2013)

Після відступу південців з пагорба Метьюз батарея Імбодена виявилася практично без прикриття і майже витратила боєприпаси. Імбоден наказав згорнути батарею і відійти, при цьому попадання снаряда знищило одну гармату. Відійшовши до ліній бригади Джексона, Імбоден сказав: «Чорт візьми, генерал, мені довелося покинути позицію через відсутність прикриття!» Джексон відповів: «Я прикрию вашу батарею. Вставайте прямо тут». У Імбодена залишилося всього три постріли, і він хотів відвести батарею в тил, але Джексон велів йому займати позицію і чекати підходу інших батарей. Підкоряючись наказу, Імбоден встановив артилерію перед піхотною лінією Джексона.
Джексон між тим вирішив, що зворотний схил пагорба Генрі дуже зручний для оборони. Густий ліс робив його бригаду майже невидимою з висот Доган-Рідж і пагорба Метьюз. Правий фланг Джексона впирався в низину Янг-Бренч, а лівий — в густий ліс. Він розмістив батарею Імбодена в центрі позиції, перед піхотною лінією, посиливши її двома 6-фунтовими гарматами. Вірджинські полки розмістилися наступним чином: за батареєю встав 4-й, правіше і трохи позаду — 27-й, 5-й — на крайньому правому фланзі, 2-й — лівіше батареї, а 33-й — ще лівіше.

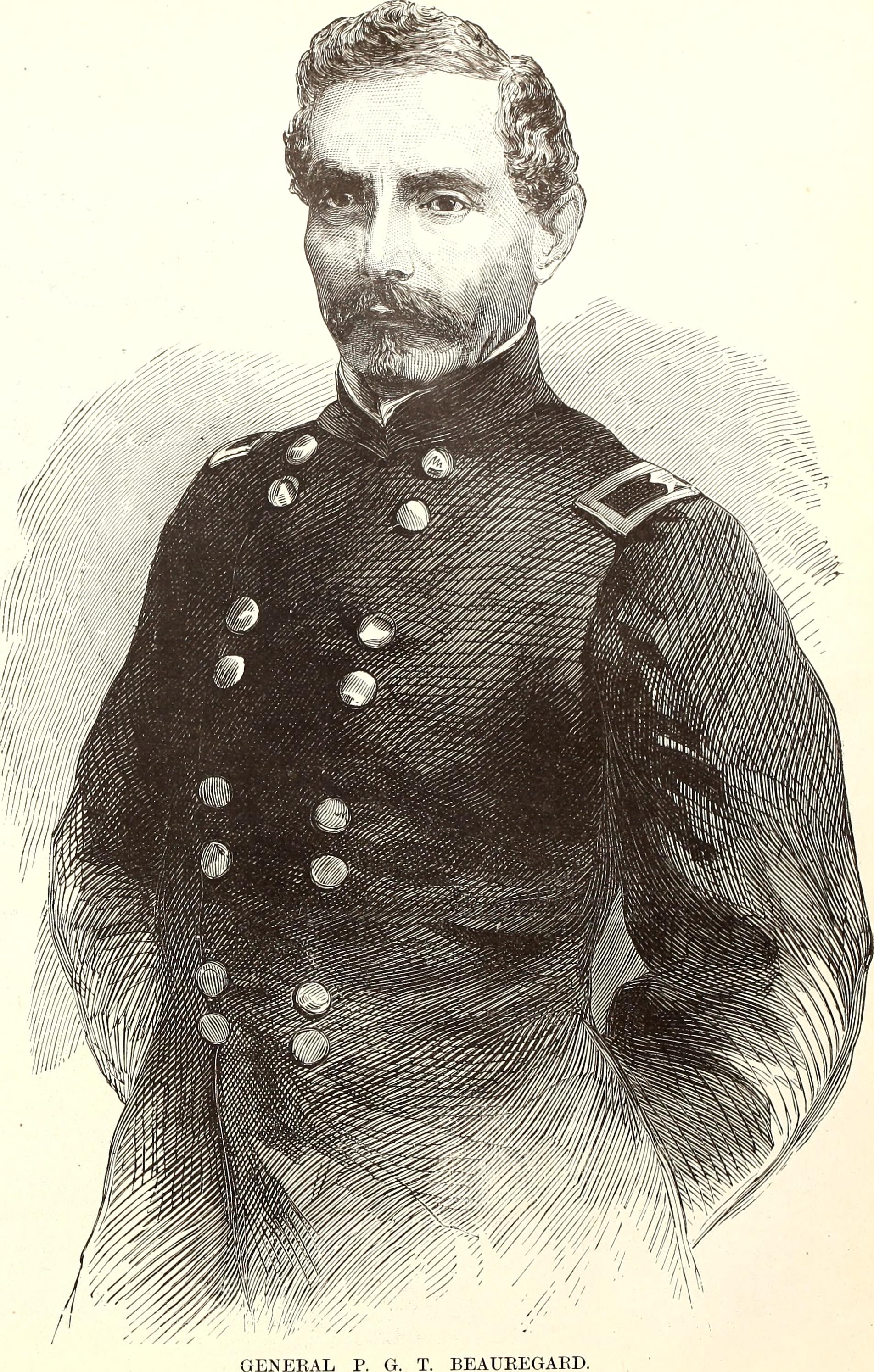
Генерал П'єр Борегар

Джонстон і Борегар прибули на пагорб Генрі приблизно одночасно з бригадою Джексона. Борегар потім згадував: «Ми виявили командирів, що рішуче утримували своїх солдатів від подальшого втечі, але марно намагалися відновити порядок, і наші власні зусилля виявилися настільки ж марними. Кожна ділянка лінії, яку нам вдавалося сформувати, розпадалася, як тільки ми переходили до наступної». Переміщаючись від полку до полку, обидва генерала намагалися навести порядок у військах. Коли Борегар перебував поблизу Луїзіанської батареї, поруч розірвався снаряд, що вбив під ним коня. Генерал холоднокровно піднявся, знайшов собі іншого коня і вирушив далі. Його поведінка справила потрібне враження на оточуючих; «Мені важко описати тобі ефект його появи, — згадував потім рядовий полку Гемптона, — дійсно, все відразу змінилося. Люди пожвавилися, вирівняли ряди і зустріли його гучними привітаннями».
До першої години дня південним вдалося стабілізувати ситуацію. Бригада Джексона займала кілометр фронту, за її правим флангом поступово приводилися в порядок залишки бригади генерала Бі. Борегар запропонував Джонстону вирушити в тил і там зайнятися розподілом підкріплень, а сам Борегар залишився б на пагорбі Генрі і керував би розгортанням підкріплень на місці. Джонстон спочатку не погоджувався, але Борегар нагадав йому, що загальне керівництво військами повинен здійснювати головнокомандувач, і в підсумку умовив Джонстона.
По дорозі до пагорба Генрі Джонстон і Борегар збирали і вели за собою артилерійські батареї. Тепер вони передали їх Джексону. Джексон відправив батарею Імбодена в тил (сам Імбоден залишився), а на його місці розгорнув батарею Rockbridge artillery і ще дві гармати (всього 6). Лівіше він поставив 5 гармат батареї Washington artillery, а правіше — 2 гармати батареї Loudoun artillery. Останніми на пагорб Генрі прибули чотири 6-фунтових гармати батареї Джона Пелхама, і Джексон поставив їх на крайньому правому фланзі, додавши до них ще одну. Тепер у Джексона стояли 13 гармат фронтально та ще 5 прикривали правий фланг.

### Атака бригади Кіза

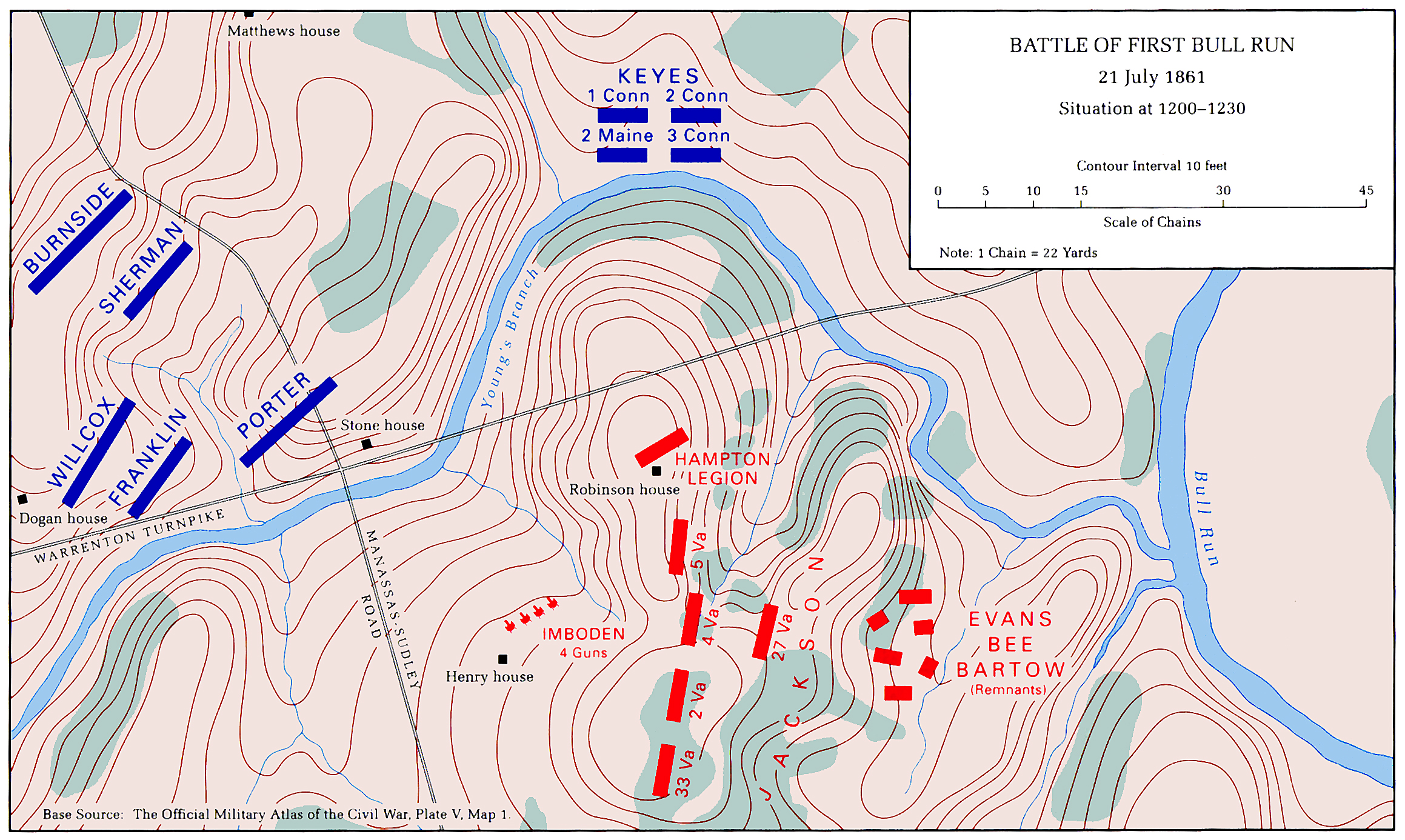
Положення сторін о 12:00 — 12:30, перед атакою Кіза

Бригада полковника Кіза перейшла Кам'яний міст слідом за бригадою Шермана і о 12:30 встала на висотах на північ від Воррентонської дороги, фронтом на південь, в напрямку пагорба Генрі. Ця позиція дозволяла йому атакувати фланг противника, але Кіз не усвідомив цього. Його командир, Тайлер, зауважив гармати Джексона на пагорбі Генрі і наказав Кізу захопити їх. І Кіз, і Тайлер могли помітити піхоту південних, але вони не мали уявлення про розташування противника і не зрозуміли, що перед ними найслабше місце оборони противника. Тому Кіз послав в наступ тільки два полки, 2-й Менський і 3-й Коннектикутський. Обидва полки спустилися в долину струмка Янг-Бренч, відкинули невеликий кавалерійський загін, перейшли струмок і встали біля підніжжя пагорба Генрі, навпроти позицій легіону Гемптона.

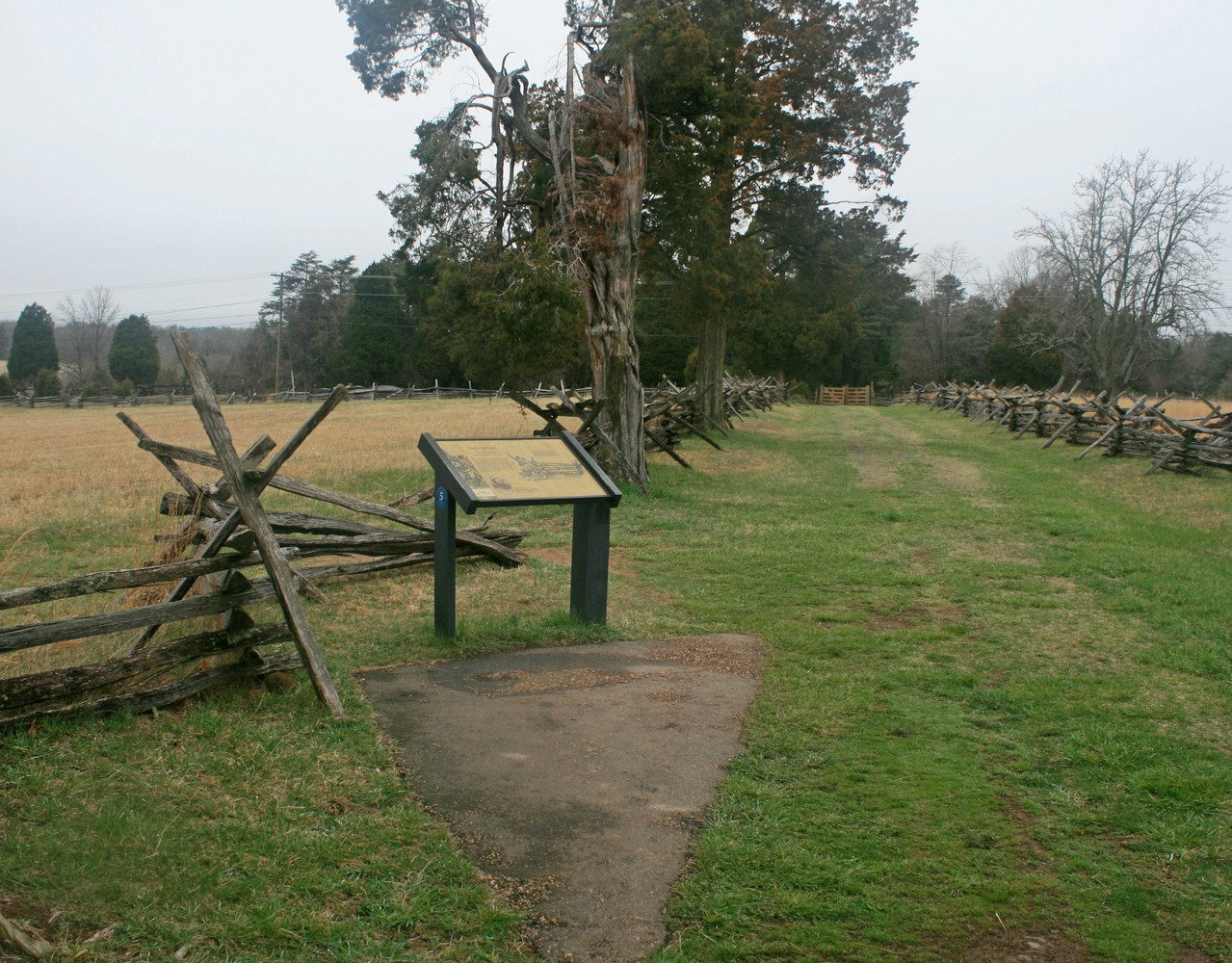
Робінсонс-Лейн

Кіз розмістив 2-й Менський полк зліва, а 3-й Коннектикутський справа, зайнявши фронт завширшки 400 метрів, і почав наступ в напрямку будинку Робінсона. Через 100 метрів полки потрапили під вогонь вояків Гемптона, але фронт бригади Кіза був значно ширшим. «Ми були майже оточені, — згадував потім Гемптон, — противник підступив до нас з трьох сторін, генерали Бі і Еванс обидва радили мені відійти». Гемптон залишив одну роту біля підніжжя пагорба, а решту відвів назад, до будинку Робінсона, зайнявши проміжну позицію на дорозі, що веде від тракту до цього будинку, яка відома зараз як Робінсонс-Лейн. Тут на допомогу Гемптону прийшли полковник Кентон Гарпер і його 5-й Вірджинський піхотний полк. Деякі частини привів генерал Бі. Всього під будинком Робінсона південним вдалося зібрати близько 1100 осіб.
Наступ Кіза поставив Гемптона в скрутне становище, і йому довелося поступово відступати до дому Робінсона і прилеглих будівель. У якийсь момент Коннектикутський полк захопив будинок Робінсона, але 5-й Вірджинський зумів його відбити. Кіз вирішив, що щільний вогонь противника може повністю знищити його полки, і наказав відступати до Воррентонської дороги, а потім і за Янг-Бренч. Фактично він залишався в тилу противника ще пару годин, але не робив спроб атакувати. Атака Кіза стала великим втраченим шансом для федералів. Можливо, Макдавелл усвідомлював потенціал атаки з цього напрямку, але він навіть не знав про те, що Кіз почав наступати. Таким чином, північних підвела відсутність координації між частинами.

### Бій за пагорб Генрі

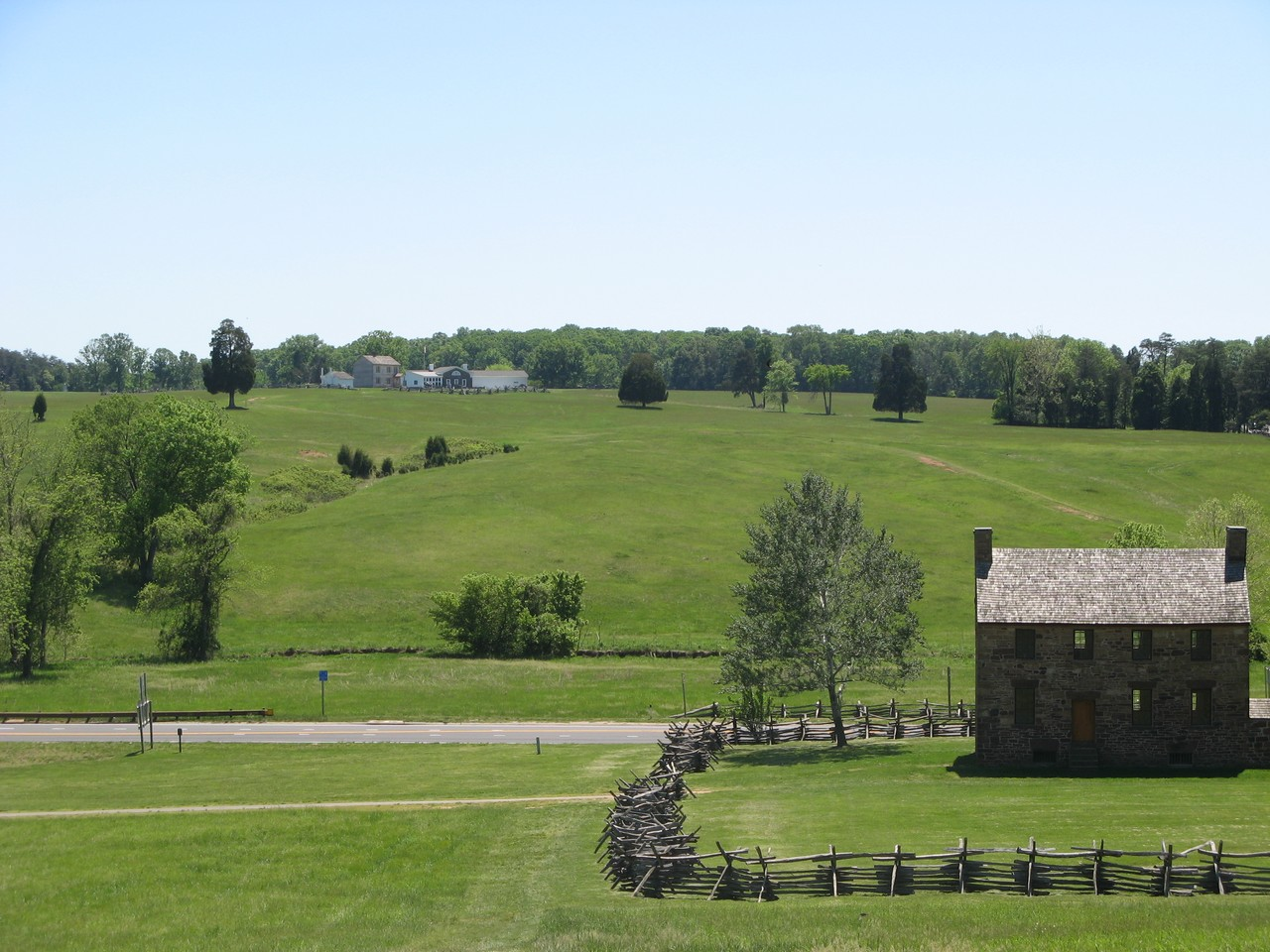
Кам'яний будинок, струмок Янг-Бренч, пагорб Генрі і будинок вдови Генрі (вид з пагорба Метьюз)

Близько 14:00, після двох годин коливань, генерал Макдавелл вирішив почати наступ на пагорб Генрі. Він наказав командувачу артилерією (майору Вільяму Беррі) зняти батареї Рікеттса і Гріффіна з Доганс-Рідж і відправити їх на Генрі Гілл. План Макдавелла взагалі не мав на увазі піхотного наступу. Він навіть не подумав про піхотне прикриття батарей. Ймовірно, він хотів перевірити артилерією позиції противника перед загальною атакою, хоча ніщо не вказує на те, що він задумав таку атаку. Отримавши цей наказ, Ріккеттс і Гріффін стали заперечувати: вони вважали ризикованим висувати батареї так близько до піхоти противника.
Майор Беррі все ж подбав про піхотне прикриття: він розпорядився відправити на пагорб Генрі 14-й Бруклінський, 1-й Мінесотський, 11-й Нью-Йоркський і 38-й Нью-Йоркський полки та батальйон морських піхотинців. Гріффін між тим ще раз нагадав Баррі, що не можна відправляти артилерію на пагорб Генрі без піхотного прикриття. Дізнавшись про те, що на пагорб відправлені піхотні полки, він запропонував розгорнути їх у лінію, дати артилерії можливість розвернутися за піхотою, щоб потім піхота відступила за батареї, але Беррі не дав згоди на такий маневр. Тоді Гріффін запропонував замість пагорба Генрі розгорнути артилерію на висоті Чінн-Рідж, де вона була б у безпеці навіть у разі, якщо піхота не впорається зі своєю місією прикриття. Беррі відповів, що наказано йти на пагорб Генрі, причому артилерія має йти в авангарді. Гріффін ще раз висловив свій сумнів в тому, що «Вогненні зуави» (11-й Нью-Йоркський) зможуть прикрити батареї. «Як би там не було, такий наказ Макдавелла», відповів Беррі. «Я піду туди, — сказав Гріффін, — але згадайте мої слова, вони нас не прикриють».
Дослідник Гаррі Шрекенгорст писав, що якби задум Гріффіна був реалізований, то дивізії Тайлера і Хейнцельмана мали б усі шанси розбити південних на пагорбі Генрі. На його думку, розумно було б розмістити батареї Рейнольдса, Гріффіна і Рікеттса на пагорбі Метьюз і висоті Чінн-Рідж, звідки федеральна артилерія могла б накрити пагорб Генрі перехресним вогнем, використовуючи перевагу в далекобійності. У той же час, дивізія Тайлера могла б атакувати пагорб зі сходу, дивізія Хейнцельмана з півдня, а дивізія Гантера — із заходу. При такому розвитку подій бій з великою ймовірністю було б виграно, Ричмонд захоплено, і війну завершено.

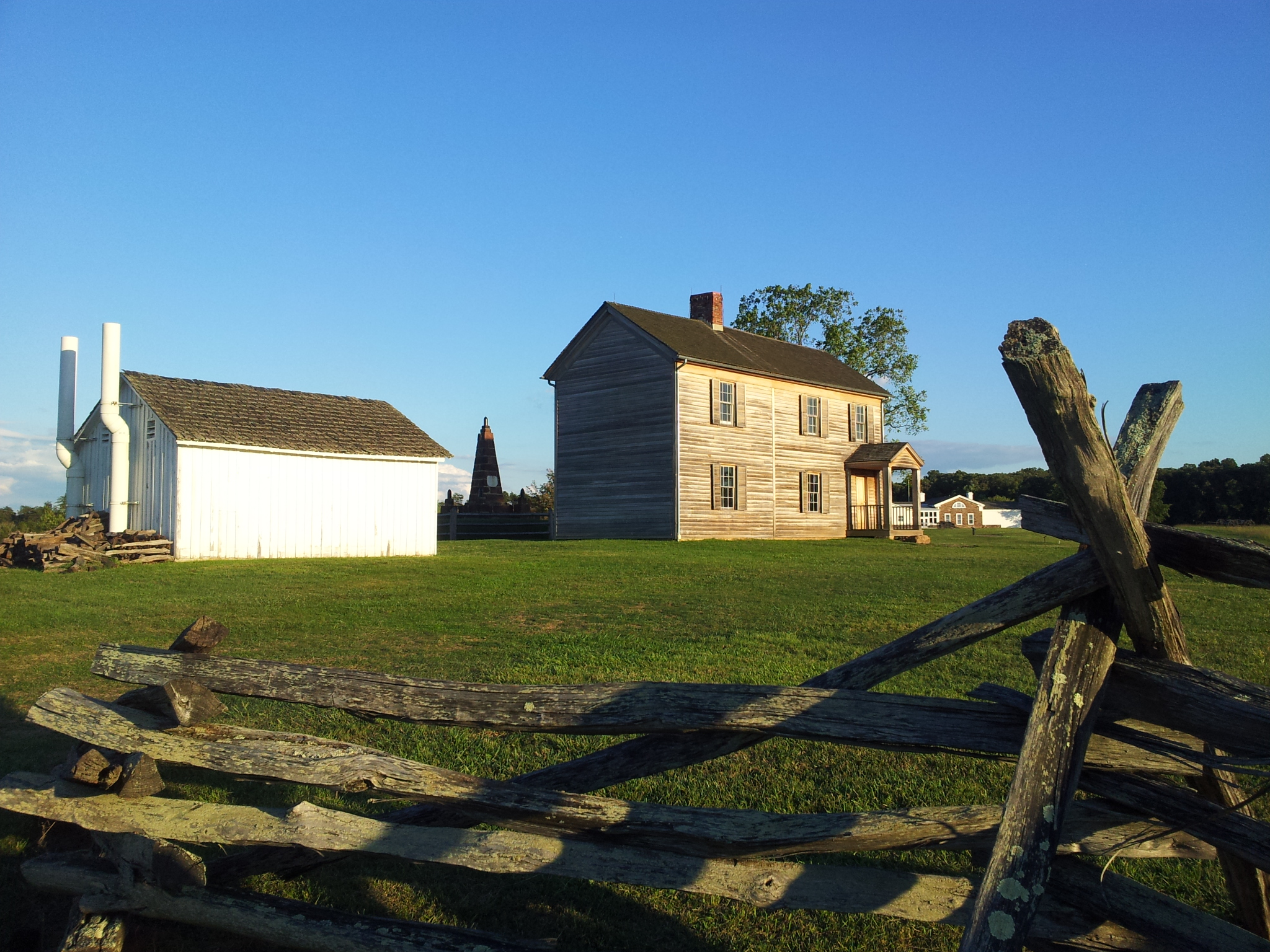
Будинок вдови Генрі, реконструкція

Виконуючи наказ, всі 11 федеральних гармат знялися з позиції на Доган-Рідж, спустилися в долину струмка Янг-Бренч, минули Кам'яний будинок, перейшли струмок бродом і піднялися вгору по дорозі Садлі-Роуд. На вершині пагорба вони повернули ліворуч, розібрали огорожу дороги і зайняли позицію за 350 метрів від піхоти Джексона. Артилеристи одразу потрапили під вогонь снайперів, що засіли в будинку Генрі, який був всього за 60 метрів від їх лівого флангу. Рікеттс дав кілька залпів по дому. У будинку в цей час перебувала вдова Юдіт Генрі (84 роки), її дочка Елен, син Джон і чорношкіра наймана служниця Люсі Гріффіт. Люсі ховалася під ліжком вдови, а Елен у вогнищі. Картечний залп гармат Рікеттса завдав кілька поранень вдові, при цьому їй майже відітнуло ногу. Вона померла в той же вечір і стала першою цивільною особою, загиблою в битві Громадянської війни. Люсі поранило в руку, а Елен згодом втратила слух. Розібравшись зі снайперами, Рікеттс наказав усім шести своїм 10-фунтовим «парротам» відкрити вогонь по лінії Джексона. У той же час батарея Гріффіна встала лівіше, за будинком Генрі, і приєдналася до обстрілу.
11-й Нью-Йоркський піхотний полк — «Вогненні зуави» — встав позаду гармат Рікеттса. Морські піхотинці розташувалися лівіше, а 1-й Мінесотський — правіше. 14-й Бруклінський затримався біля переправи через Янг-Бренч, а 38-й Нью-Йоркський піднявся на пагорб і встав лівіше будинку Генрі, де опинився навіть раніше, ніж батарея Гріффіна. Розгорнулася запекла гарматна перестрілка на короткій дистанції. Генерал Джексон роз'їжджав уздовж своєї піхотної лінії, повторюючи: «Все добре …» «Він здавався дуже спокійним, — згадував рядовий 5-го Вірджинського, — і ми вирішили, що дійсно все гаразд і що зазвичай битви так і виглядають».
Артилерія Рікеттса вела вогонь вже близько 20 хвилин, коли генерал Хейнцельман вирішив зрушити піхоту вперед. За його наказом, о 15:00 федеральні полки на пагорбі Генрі почали наступати, проходячи через позицію батарей. Всі три полки висунулися одночасно: 1-й Мінесотський і 11-й Нью-Йоркський йшли правіше будинку Генрі, а 38-й Нью-Йоркський лівіше. 1-й Мінесотський наблизився до піхотної лінії південних, але деяким офіцерам здалося, що вони бачать попереду федеральний прапор. До Міннесотського полку наблизився підполковник 2-го Міссісіпського, Бартлі Бун, і запитав, хто вони такі. Дізнавшись, що перед ним південець, капітан Вілкінс велів йому здатися в полон. Сусідній 11-й коливався недовго і почав атаку, відразу потрапивши під залп 33-го Вірджинського, який, проте, був даний занадто високо. Зав'язалася перестрілка, і поле заволокло густим димом. Федеральні полки встигли зробити 4 або 5 залпів, після чого поступово, рота за ротою, стали відходити, і офіцерам не вдавалося навести порядок в їх рядах.

### Втеча «Вогненних зуавів»

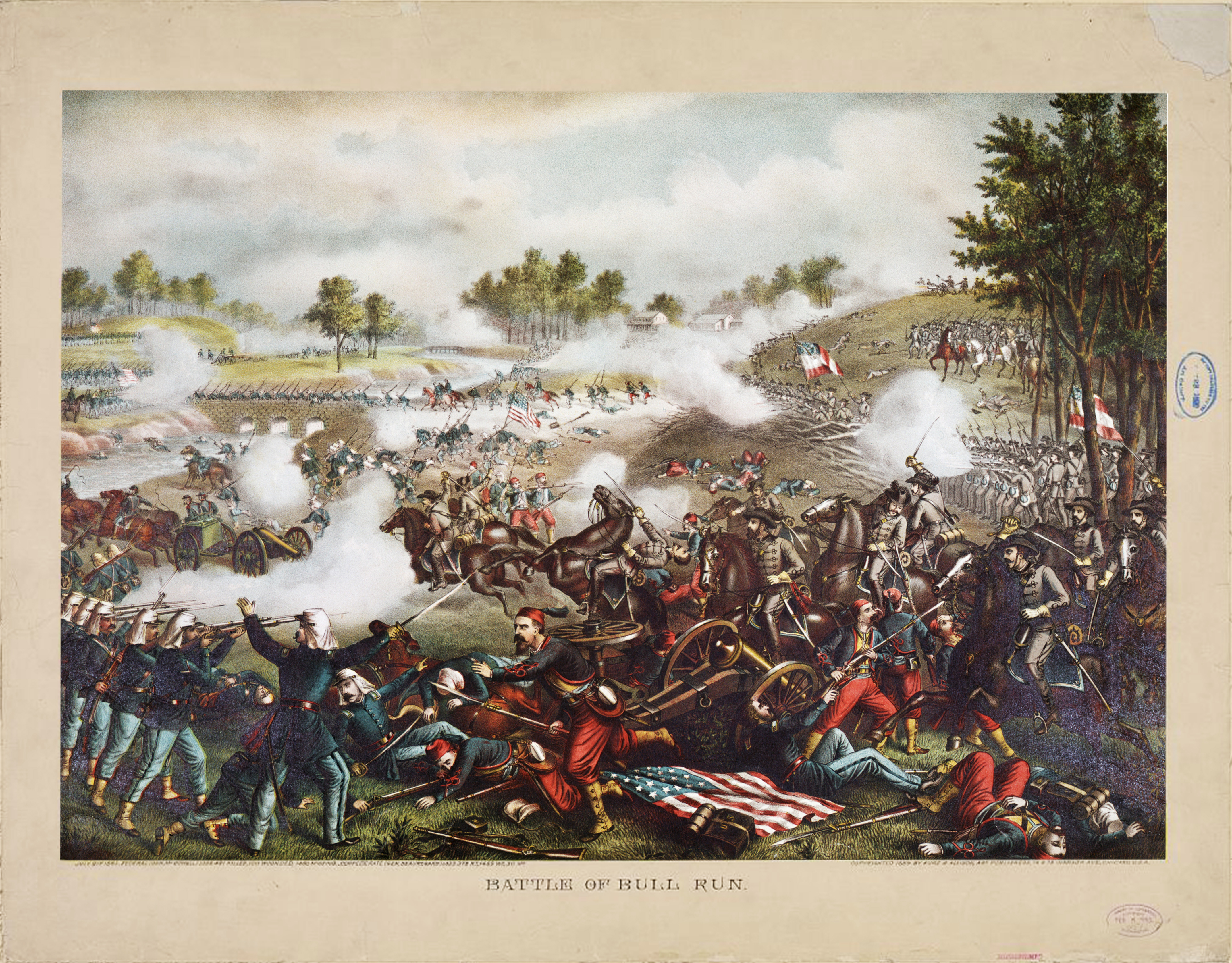
Кавалерія півдня атакує зуавів

Коли 11-й Нью-йоркський полк відступав з пагорба Генрі, поруч з'явилася ворожа кавалерія Джеба Стюарта, чисельністю близько 150 осіб. Рухаючись по Садлі-Роуд, Стюарт випадково вийшов прямо на правий фланг зуавів. Як часто траплялося в той день, Стюарт прийняв їх за своїх і крикнув: «Не відступати, хлопці, ми вже поруч!», Але нью-йоркці не звернули на нього уваги. Вільям Блекфорд потім згадував, що Стюарт запитав його, чий це полк, і Блекфорд відповів, що він не знає, але чув, що в армії Борегара є полк зуавів. Стюарт наблизився і, побачивши прапори полку, наказав кавалерії атакувати. Кавалерія рвонула в атаку колоною по чотири з дистанції 70 метрів, а з 30 метрів розгорнулася вліво, обрушившись на противника широким фронтом. Кавалеристи встигли дати залп, але не дуже точний, а зуави дали залп у відповідь. Кожна сторона згодом стверджувала про серйозні втрати противника.
Кавалерія прорвалася крізь ряди зуавів, згуртувалась для повторної атаки, але нью-йоркці відступили під прикриття лісу. Стюарт втратив 9 чоловік убитими і приблизно 18 коней. Згодом він стверджував, що його атака остаточно деморалізувала зуавів і посіяла паніку у всій армії противника. Зуави стверджували, що вони легко перекинули і розсіяли нападників. В реальності зуави і 1-й Мінесотський полк зазнали незначних втрат, але дійсно були виведені з ладу до кінця бою. Всього за 20 хвилин бою на пагорбі Генрі і в зіткненні з кавалерією кожен полк втратив по 40 чоловік — це були рекордні втрати серед федеральних полків. У наступні роки 1-й Мінесотський прославився під Геттісбергом, а 11-й Нью-Йоркський скомпрометував себе так, що був розформований.

### «Кам'яна стіна»

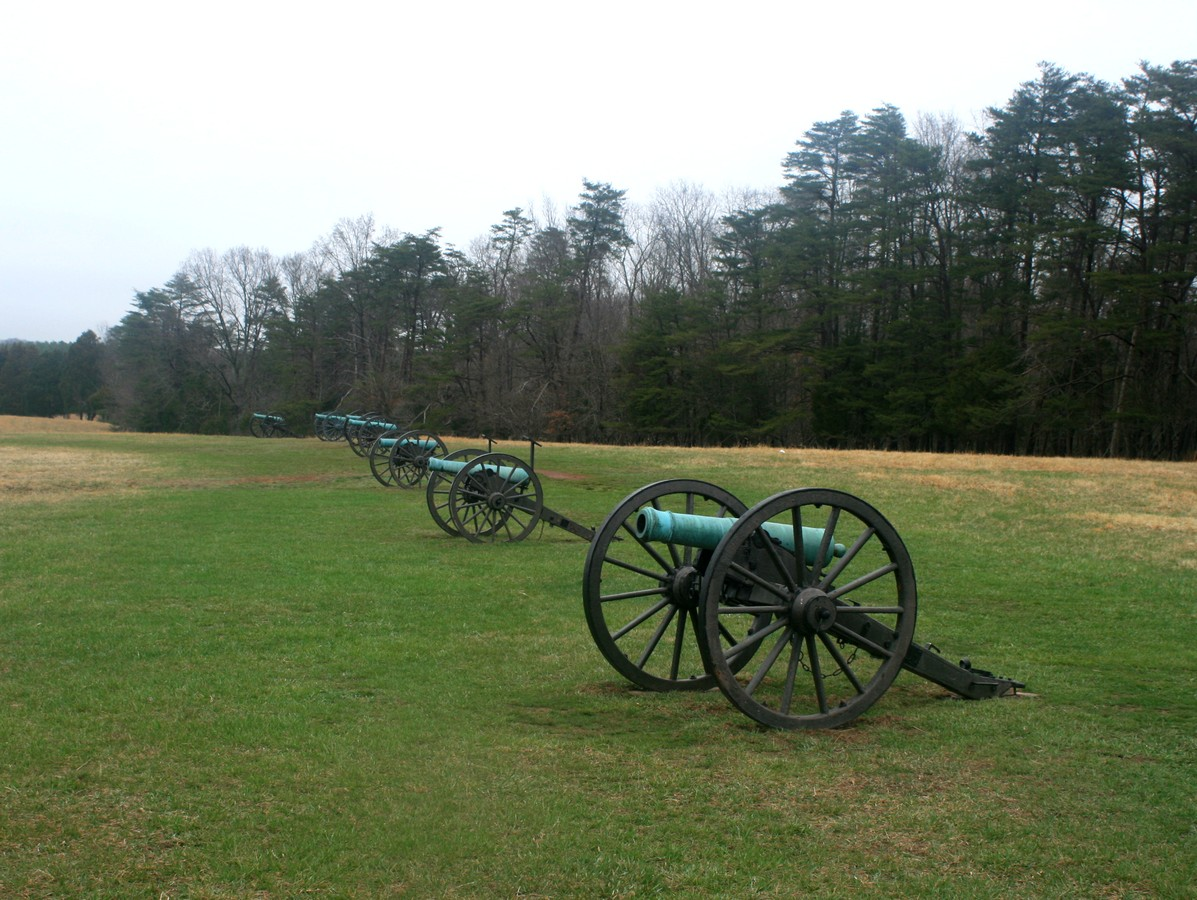
Гармати Джексона

В цей час, між 14:00 і 15:00, на пагорб Генрі поступово прибували підкріплення конфедератів. На допомогу Джексону прийшов 49-й Вірджинський піхотний полк з бригади Кука, а потім прибув на поле бою 6-й Північнокаролінський піхотний полк. В той же час, розбиті на пагорбі Метьюз полки, потроху формувалися в невеликі батальйони. Генерал Бернард Бі знайшов залишки свого 4-го Алабамського. "Ось і все, що залишилося від моєї бригади, — сказав він, — чи підете ви за мною туди, де йде бій? "Алабамці відповіли: «Так, генерале, ми підемо, куди скажете і зробимо, що скажете». Тоді Бі відповів фразою, відомої в декількох варіантах: «Он стоїть Джексон, як кам'яна стіна. Йдемо до нього на допомогу» (варіант: «Там Джексон, стоїть як кам'яна стіна. Давайте помремо тут, і тоді ми переможемо. Йдіть за мною!»). Вважається, що саме так утворилося прізвисько Джексона — «Stonewall» (Кам'яна стіна). Збереглося 4 спогади про цю подію, які не в усьому збігаються, але з них, на думку історика Хеннессі, слідує, що історична фраза була виголошена саме в цей момент.
Традиційно, в популярній літературі проголошення цієї фрази відносять до більш раннього моменту — зазвичай до самого початку бою на пагорбі Генрі. Так ця подія вперше описана в Чарльстонській газеті «Mercury». Майже точний переказ з «Mercury» викладено Кирилом Малем в російськомовній книзі «Громадянська війна в США» і в біографії Джексона авторства Джеймса Робертсона.

### Атака Каммінгса

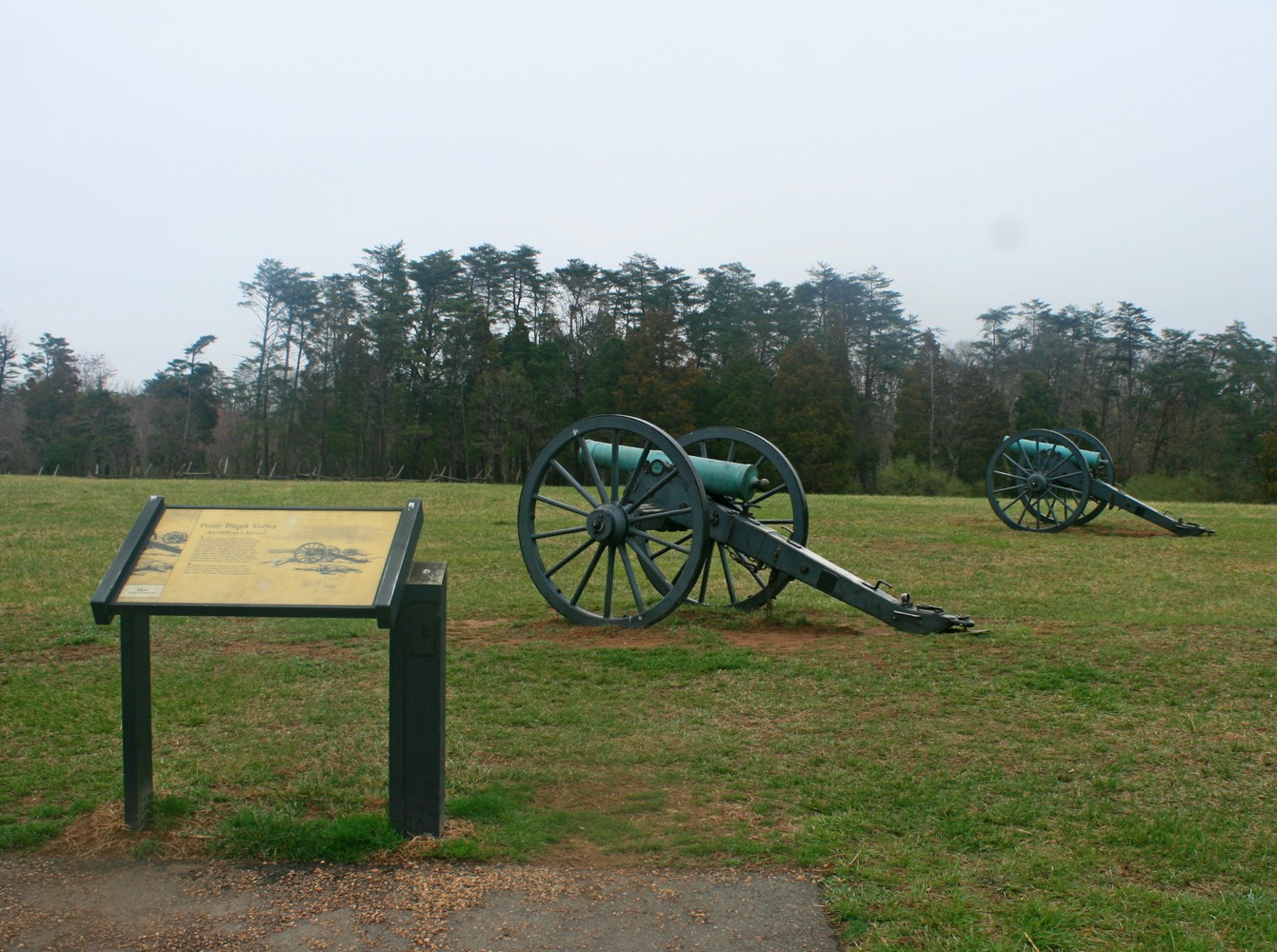
гаубиці Гріффіна

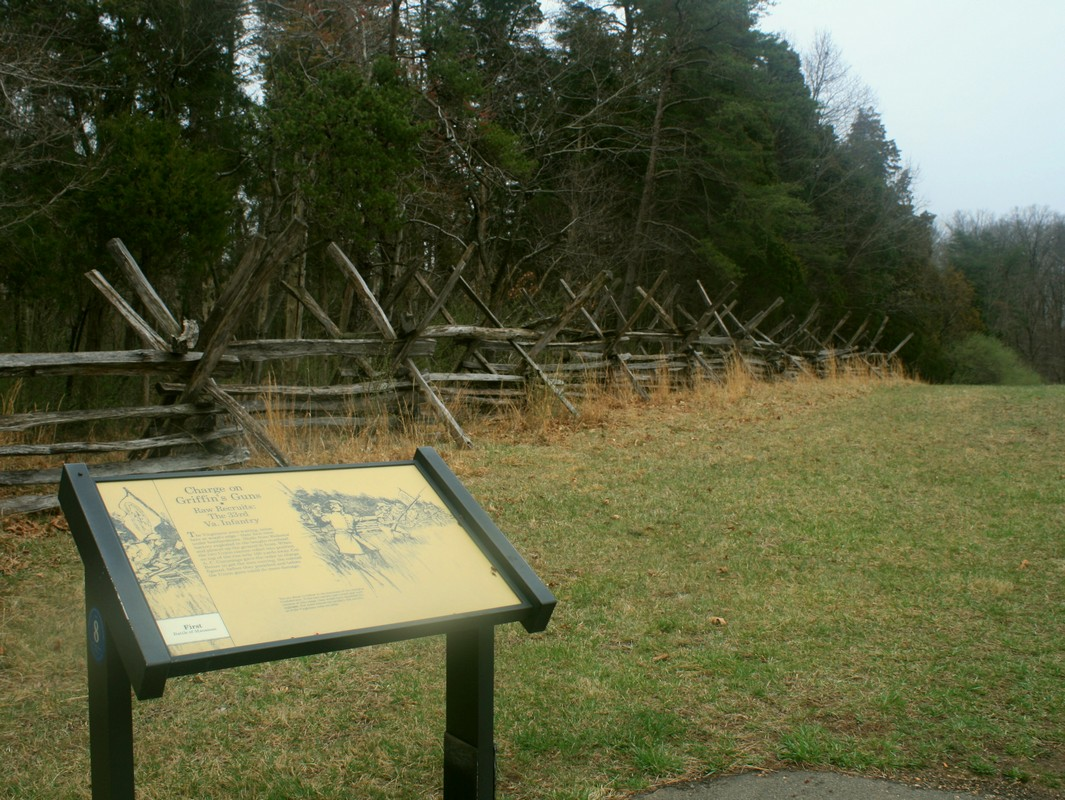
Смуга лісу, з якої Каммінгс повів полк в атаку

Відступ піхоти федералів відразу поставив їх артилерію в скрутне становище. Батарея Рікеттса втратила всіх коней, і він уже не міг піти з позиції. Коні батареї Гріффіна вціліли, і лейтенант Чарльз Хезлетт запропонував відступити, але Гріффін розумів, що тим прирікає на загибель артилерію Рікеттса. Тому він прийняв інше рішення: наказавши Хезлету залишитися на місці з трьома «парротами», сам узяв дві 12-фунтові гаубиці, спустився до дороги Садлі-Роуд, вийшов на правий фланг Рікеттса і встановив гаубиці там. Залишки 11-го Нью-Йоркського прикривали цю позицію. Всього за 200 метрів від гаубиць в лісі стояв 33-й Вірджинський піхотний полк, і його командир, полковник Артур Каммінгс, зауважив появу Гріффіна. Він зрозумів, що його полк може не витримати вогню гаубиць, і вирішив атакувати. У цей момент поруч з'явилися 450 вояків 49-го Вірджинського полку, яких вів полковник Вільям Сміт, колишній губернатор Вірджинії. Борегар наказав йому прикрити лівий фланг 33-го.
Гріффін встиг зробити два залпи, коли помітив полк Сміта. Він розгорнув в сторону вірджинців дві гармати, зарядивши їх картеччю. Однак його командир, майор Беррі, прийняв вірджинців (які носили блакитну уніформу) за дивізію Хейнцельмана, тому велів розгорнути гармати в колишньому напрямі і перезарядити їх ядрами. «Це конфедерати, — заперечив Гріффін, — ясно, як день, що це конфедерати!» Беррі відповів: «Ні, капітан, це ваше піхотне прикриття!» Вірджинці між тим підійшли до батареї на 70 метрів і дали залп по артилеристам. «На цьому для нас все скінчилося, — сказав Гріффін на слідстві, — нас всіх скосило вогнем». У той же самий момент в атаку пішов полк Каммінгса. «Це була атака, якої не бачила колишня регулярна армія, — згадував потім Каммінгс, — нехай і в не дуже регулярному стилі». Федеральні артилеристи бігли, залишки зуавів теж відступили. Вірджинці захопили артилерію, домігшись першого явного успіху в той день.
Згодом історики часто називали цю атаку поворотним моментом усього бою. Однак Джон Хеннессі писав, що це був лише перший успіх, який цілком міг стати тимчасовим.
33-й і 49-й виявилися повністю дезорганізовані атакою. Каммінгс спробував привести бойову лінію в порядок, але в цей момент з боку дороги Садлі-Роуд підійшов 14-й Бруклінський. Наблизившись на 100 метрів, нью-йоркці відкрили вогонь, який відразу ж змусив вірджинців відступити. 14-й Бруклінський кинувся вперед і відбив гаубиці Гріффіна. Відступаючі вірджинці розладнали ряди 2-го Вірджинського полку, який теж став відходити. Весь лівий фланг оборони Джексона тепер рухнув.
У рапорті Джексон так описав атаку Каммінгса: «… одна з його (противника) батарей виявилася так близько від полковника Каммінгса, що потрапила в його руки в результаті хороброї атаки його полку; проте, потрапивши під сильний мушкетний вогонь, він змушений був залишити батарею».

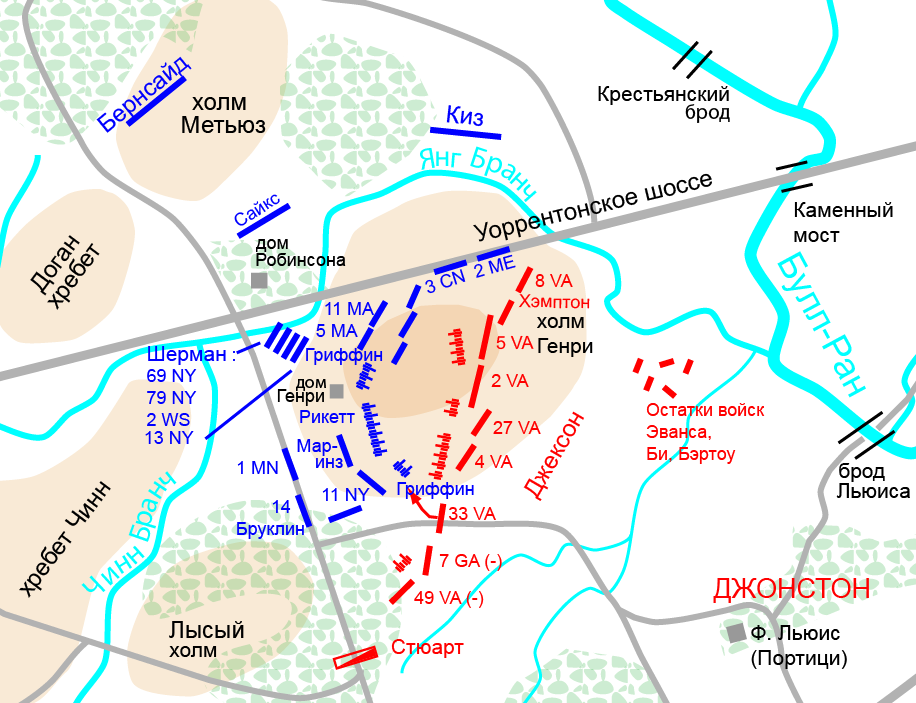
Положення сторін під час атаки Каммінгса

### Контратака Джексона

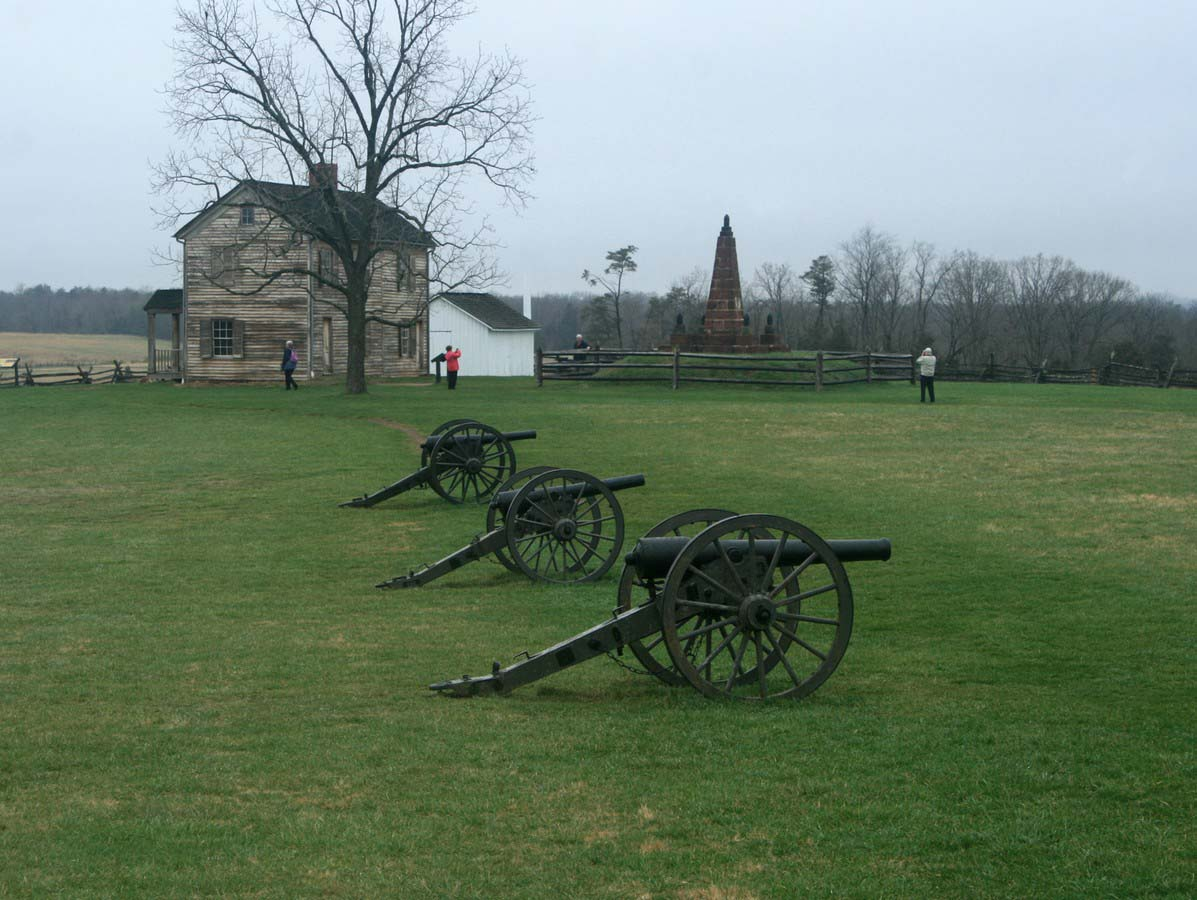
Гармати Рікеттса і будинок Генрі

Атака 14-го Бруклінського полку відкинула 33-й, 49-й і 2-й Вірджинські. Однак, на щастя для Джексона, густий дим дезорієнтував нью-йоркців. Замість того, щоб переслідувати втікачів, вони переключили свою увагу на артилерію і з криками кинулися до гармат противника. Джексон звернувся до 4-го і 27-го Вірджинського полків зі словами: «Не стріляйте, поки вони не підійдуть на 50 ярдів. І ось тоді стріляйте і атакуйте їх багнетами. І коли підете в атаку, кричіть як фурії». Залп Вірджинських полків зупинив 14-й Бруклінський і розладнав його ряди. Нью-йоркці вирівняли лави і знову пішли в атаку, але знову були відкинуті. Вони втретє пішли в атаку, але знову зазнали невдачі і почали відступати. Цей наступ нью-йоркського полку показав Джексону, що його батареї в небезпеці, і він наказав відвести артилерію в тил. Одночасно він сказав 4-му і 27-му: «Зараз ми атакуємо їх і відкинемо до Вашингтона!» За його наказом полки кинулися вперед до гармат Рікеттса. Сам Рікеттс вже був поранений до цього моменту. Артилеристи дали кілька залпів картеччю і почали тікати. Вірджинці прорвалися до гармат.
Коли Джексон атакував артилерію Рікеттса, йому на допомогу прийшли деякі інші підрозділи. Френсіс Бартоу повів в атаку частину 7-го Джорджіанського полку. Під час атаки куля потрапила йому в груди і скинула з коня. «Вони вбили мене, — сказав він, — але, хлопці, ні за що не віддавайте їм поля!». Лівіше Джексона до атаки приєдналися 2-й Міссісіпській і 49-й Вірджинський. Полковник Чарльз Фішер привів 6-й Північнокаролінський, який відкрив гвинтівковий вогонь по батареї Гріффіна. «Полковник, може, нам атакувати?», — запитав Ісаак Евері, і Фішер погодився; його полк кинувся вперед і захопив гаубиці. Фішер вирішив вирівняти ряди і продовжити атаку, але в цей момент був убитий. Його полк потрапив під щільний вогонь і став відходити.
Було близько 15:30. Попри відступ 6-го Південнокаролінського, 8 з 12 федеральних гармат залишалися в руках південних, а ще три покинули поле бою. Макдавелл вирішив повернути втрачену артилерію. На думку історика Хеннессі, він думав не стільки про реальну ситуацію на полі бою, скільки про можливу реакцію громадськості — при будь-якому результаті бою втрата гармат могла викликати негативну реакцію в суспільстві. Однак і офіцери на поле бою розуміли необхідність повернення артилерії. Першу спробу зробив 1-й Мічиганський полк Орландо Вілкокса. Полк відкрив вогонь з-за огорожі Садлі-Роуд, а потім пішов в атаку, але потрапив під щільний вогонь і відступив назад на дорогу. Тоді в атаку пішов невеликий батальйон, ймовірно, зібраний із залишків 14-го Бруклінського і «Вогненних зуавів». Вірджинці Джексона відбили і цю атаку.
Гармати Рікеттса відносилися до бригади Вільяма Франкліна, і тепер в наступ пішла ця бригада: Франклін послав в бій 5-й і 11-й Массачусетські полки. Вони пройшли по виїмці Садлі-Роуд, повз натовпи поранених і відступаючих, і зустріли кавалерійський загін, який проскакав повз з криками: «Ідіть звідси, а то чорна кавалерія розправиться з вами!» За кавалерією слідували відступаючі гармати Рікеттса, які довелося пропускати, і в підсумку порядки полків розладналися, і офіцерам довелося докласти багато зусиль, щоб побудувати їх до бою. Франклін наказав атакувати. Полки вийшли на край плато пагорба Генрі. 5-й Массачусетський наступав на лівому фланзі; він відразу потрапив під вогонь південних, що стояли біля будинку Генрі, і відразу відступив. 11-й Массачусетський наступав правіше, і його наступ йшов вдаліше: він дав кілька залпів по вірджинцям і змусив їх відійти. Полк кинувся вперед і захопив гармати. Рядові спробували відтягнути їх у тил, але офіцери повернули їх до ладу, щоб зберегти бойову лінію.
Було вже 16:00, і на поле бою прийшли нові підрозділи конфедератів: бригада Джубала Ерлі, два полки бригади Бонема, бригада Кірбі Сміта і кілька полків бригади Кока. Вони підходили до ферми Портичи, звідки Джонстон переправляв їх до Борегара, а той направляв на пагорб Генрі. Борегар також намагався повернути в бій раніше задіяні частини. Коли вірджинці Джексона відступили від гармат, Борегар зібрав залишки 5-го Вірджинського і легіону Гемптона і направив їх в бій. Легіону він наказав зайняти будинок Генрі, а 5-й Вірджинський особисто повів в атаку на гармати. Массачусетський полк біля батарей потрапив під їх вогонь і відступив. Вірджинці кинулися до гармат і захопили їх.
У цей час генерал Бі знайшов кілька рот 4-го Південнокаролінського і 2 роти 2-го Міссісіпського полків. «Хлопці, он там позиція, яку важливо утримати, — сказав він, — швидко йдіть туди і допоможіть тримати її». Він сам повів їх в бій, але зустрів гармати Джексона, і його загін розступився, пропускаючи їх. Бі залишився з загоном в 100 чоловік. Цей загін він повів туди, де стояли крайні праві гармати Рікеттса, але потрапив під обстріл і був смертельно поранений. Бі помер на наступний день і став найбільш високоранговим офіцером, загиблим в цьому бою.

### Атака Шермана

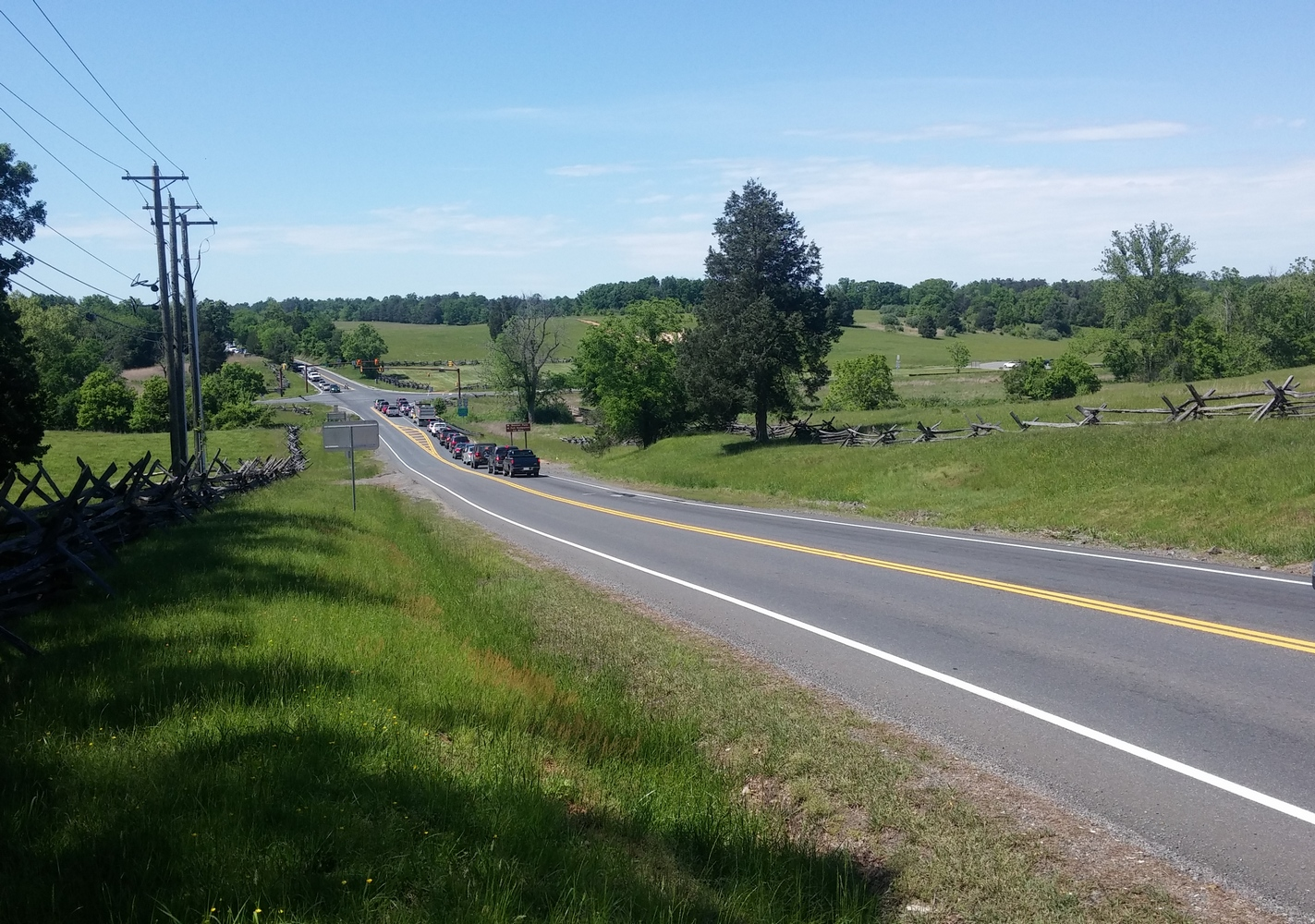
Виїмка дороги Садлі-Роуд

До цього моменту Макдавелл кинув в бій вже 13 тисяч осіб зі своїх 18 тисяч, і в його розпорядженні залишилися всього дві свіжі бригади: Олівера Говарда і Вільяма Шермана. Говарду наказано піти в обхід через хребет Чінн-Рідж, а Шермана послали прямо на пагорб Генрі. Його бригада ще о 11:30 перейшла Булл-Ран і відтоді чекала наказів. О 14:30 Макдавелл наказав їй «приєднатися до переслідування противника». Шерман поставив попереду 13-й Нью-Йоркський піхотний полк, а за ним, один за іншим, 2-й Вісконсінський, 79-й Нью-Йоркський і 69-й Нью-Йоркський. Вони спустилися вниз по схилу пагорба Бак-Гілл, перейшли Воррентонську дорогу і Янг-Бренч і втягнулися в виїмку дороги Садлі-Роуд, яка була до цього часу заповнена вбитими і пораненими. Розмістивши бригаду на дорозі, Шерман відправив 13-й Нью-Йоркський вліво, вгору по схилу, до будинку Генрі.
13-й підійшов до будинку Генрі на 70 метрів, заліг і відкрив вогонь. З ним вступив в перестрілку полк Гемптона, і бій тривав близько півгодини. Шерман ж вирішив посилати полки в бій не загальним фронтом, а один за іншим. Кожен полк виходив з виїмки дороги і піднімався на пагорб Генрі до гармат Рікеттса. Першим пішов 2-й Вісконсінський, але він був одягнений в сіру форму, і по ньому дали залп свої ж. Полк все ж вийшов до дому Генрі, але розгубився, прийнявши попереду прапор противника за федеральний. Після кількох пострілів полк став безладно відступати до Садлі-Роуд, де його знову взяли за противника, і 69-й Нью-Йоркський дав по ньому залп.

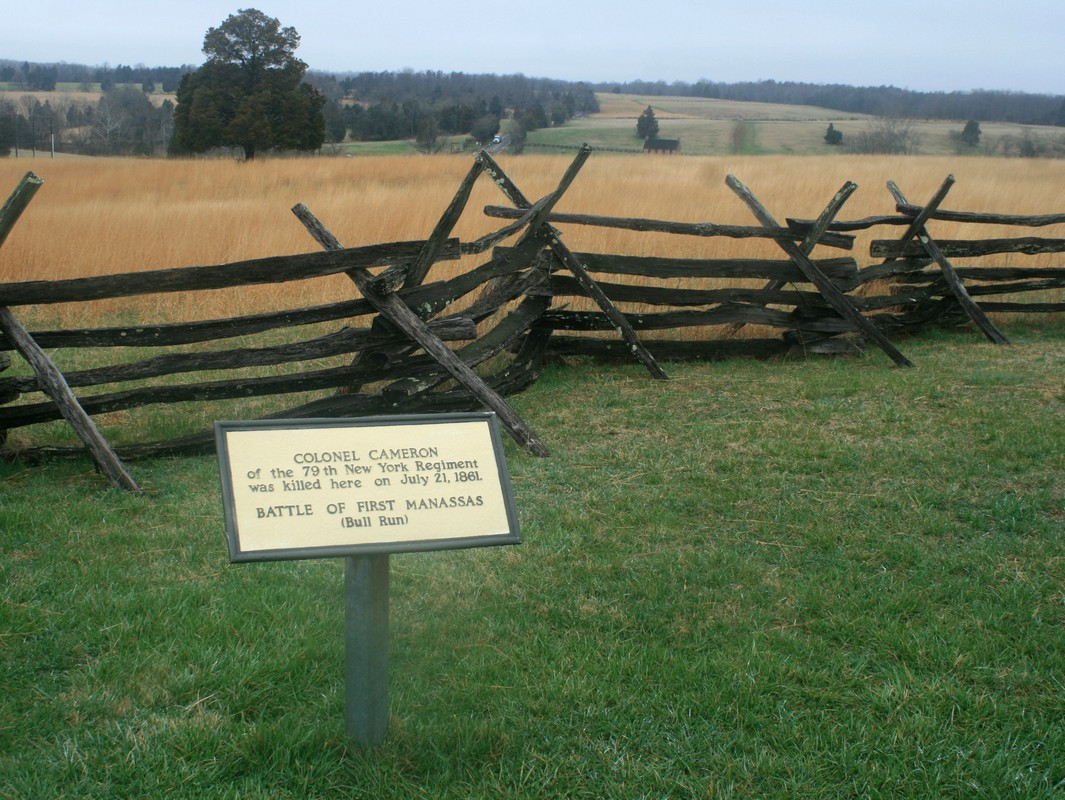
Місце загибелі полковника Кемерона

Слідом за Вісконсінським полком на пагорб пішов 79-й Нью-Йоркський піхотний полк полковника Джеймса Кемерона. Він піднявся на пагорб через уламки гармат, передків і зарядних ящиків, відразу потрапив під рушничний залп і кілька хвилин вів перестрілку, в ході якої Кемерона смертельно поранили. І знову комусь здалося, що попереду видно федеральний прапор, пролунали крики припинити вогонь, і кілька хвилин полк не міг вирішити, стріляти чи ні. За цей час південні дали по ним ще один залп, який змусив полк в безладді відступати до Садлі-Роуд.
Вірджинці і південнокаролінці утримали позицію біля будинку Генрі, але їх сили закінчувалися. Гемптон ризикнув контратакувати відступаючого до дороги противника, але отримав поранення в ногу, і командування прийняв капітан Джеймс Коннер. Він вирішив бути обережнішим і просто утримувати позицію якомога довше. Тим часом наближалася чергова атака, найзапекліша з усіх: правіше бригади Шермана висувався 38-й Нью-Йоркський піхотний полк полковника Хобарта Ворда. Він уже був задіяний в бою, але не постраждав. Одночасно на Садлі-Роуд з'явилося кілька федеральних гармат, які відкрили вогонь по конфедератам біля будинку Генрі. Коли 38-й почав наступ, зліва від нього Шерман послав в бій свій останній полк, 69-й Нью-Йоркський. Наступаючи в одній лінії, нью-йоркці змусили легіон Гемптона і 5-й Вірджинський відійти від будинку Генрі. Пагорб був захоплений, в полі зору наступаючих не залишилося ніяких частин противника. «У якийсь момент ми виявилися повними господарями поля бою», — згадував підполковник Фарнсворт. Макдавелл сам прибув на пагорб Генрі і привітав полковника Коркорана з перемогою. Проте становище двох Нью-йоркських полків було складним: у командування не залишилося резервів, щоб посилити їхню позицію на пагорбі.
Тим часом на допомогу Борегару підходили нові підкріплення. Першими підійшли 8-й Вірджинський полк Еппі Гантона і 18-й Вірджинський полк Роберта Вітерса. Гантон наступав на будинок Генрі зі сходу, а Вітерс з півдня. 18-й атакував 38-й Нью-Йоркський там, де стояли гаубиці Гріффіна, і змусив його відійти. 1-й налетів на 69-й Нью-Йоркський і також відкинув його з пагорба. 13-й Нью-Йоркський полк ще тримався біля будинку Генрі, але в підсумку відступив і він, і всі три полки почали відхід до Кам'яного дому. Тепер у розпорядженні федерального командування залишилася тільки бригада Олівера Говарда на пагорбі Чінн-Рідж  .

### Втеча федеральної армії

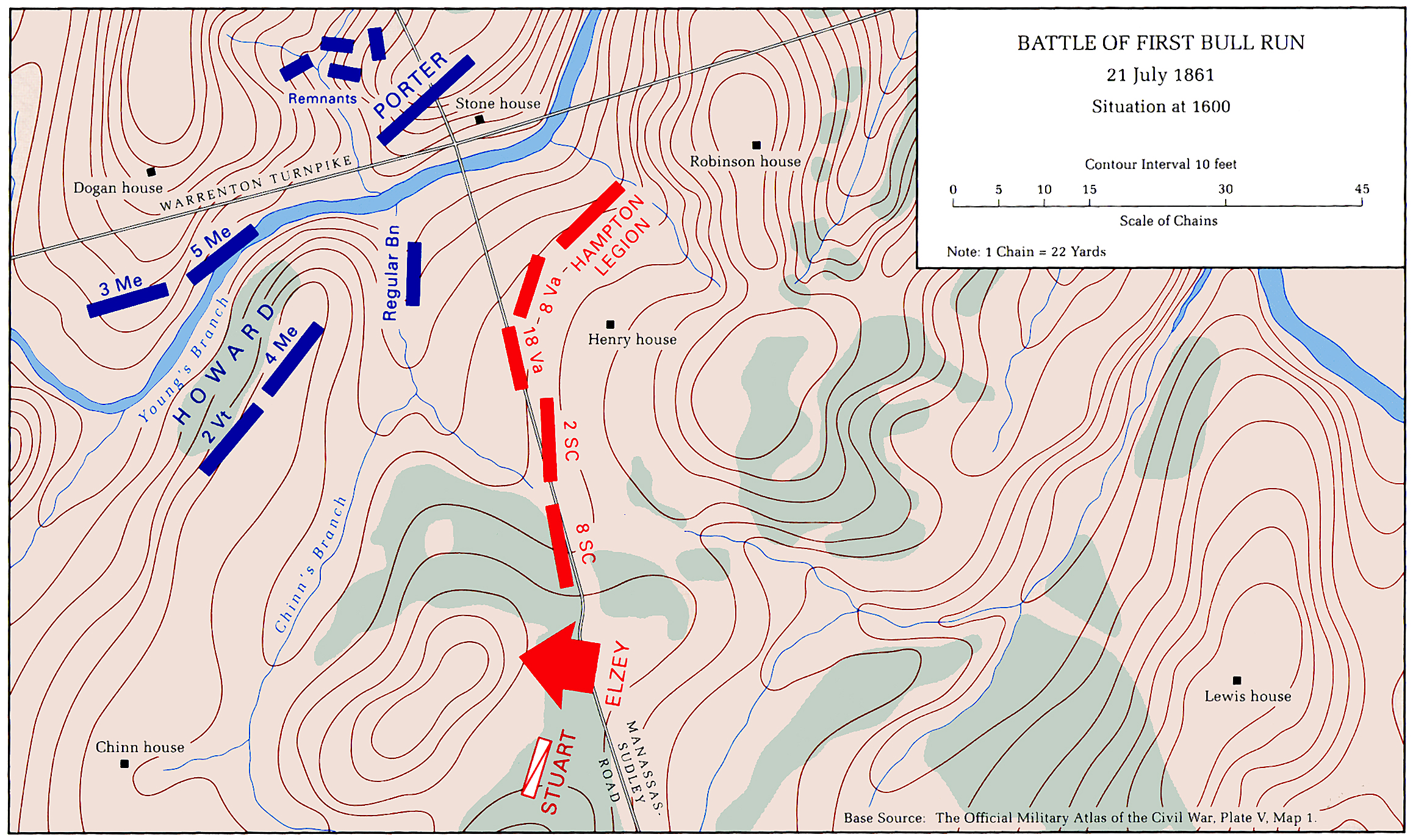
Ситуація на 16:00

Полковник Олівер Говард отримав наказ наступати незабаром після 15:00. Його бригада почала марш з пагорба Метьюз на пагорб Доган-Рідж, спустилася по його західному схилу до Воррентонської дороги, перейшла її і стала біля струмка Янг-Бренч. Тут Говард розгорнув бригаду в дві бойові лінії: 2-й Вермонтський і 4-й Менський полки в першій лінії, а 3-й і 5-й Мічиганські полки в другій. Марш під пекучим сонцем не обійшовся без втрат. У деяких ротах залишилося близько 8 чоловік замість 60-ти. Після невеликої паузи біля струмка Говард наказав полкам першої лінії підніматися на пагорб Чінн-Рідж. До цього моменту федерали втратили практично всі шанси на перемогу. Генерал Макдавелл вже готувався до відступу і наказав полковнику Майлзу виділити дві бригади для прикриття. Одночасно він відправив до пагорба Генрі батальйон регулярів під командуванням майора Джорджа Сайкса.
В цей час, поки Говард піднімався на Чінн-Рідж, на пагорб Генрі прийшли перші два полки бригади Бонема: 2-й Південнокаролінський піхотний полк полковника Кершоу і 8-й Південнокаролінський піхотний полк полковника Кеша. Північних тільки що вибили з пагорба Генрі; Кершоу і Кеш перетнули поле біля будинку Генрі, пройшли повз гармати Рікеттса і вийшли до дороги Садлі-Роуд, де відкрили вогонь по лісу з західної сторони дороги і по регулярам Сайкса. Незабаром їм на допомогу підійшла батарея Кемпера і розгорнулася на пагорбі біля гармат Рікеттса.
Слідом за цим на пагорб Генрі прибув останній, найбільший резерв армії Півдня — три полки полковника Арнольда Елзі (за вирахуванням 13-го Вірджинського полку Емброуза Гілла) і вся бригада полковника Джубала Ерлі. Елзі на той момент був одним з найдосвідченіших командирів армії, його бригада (1700 осіб) стала останньою частиною армії Шенандоа, яка встигла прибути на поле бою. При бригаді знаходився бригадний генерал Едмунд Кірбі Сміт, бригада якого залишилася на станції Підмонт, але Сміт не хотів пропустити бій і, як старший за званням, очолив бригаду, змістивши Елзі на рівень командира 1-го Мерілендського батальйону. Прибувши до Манассаса опівдні, бригада пройшла 5 миль до штабу Джонстона на віллі Портичі, звідки була направлена на лівий фланг армії. Слідом йшла бригада Ерлі, знята з позиції біля броду Маклін-Форд. Бригада Елзі йшла слідом за полками Кершоу і Кеша, але Кершоу звернув праворуч, а Елзі пішов прямо, подовжуючи фронт Кершоу зліва. Рухаючись через ліс, бригада зустріла невеликий загін федеральної піхоти, який дав по ній залп. Цими пострілами поранено в шию генерала Сміта. Він покинув поле бою, і командування знову прийняв Елзі (здавши батальйон підполковнику Джорджу Стюарту).

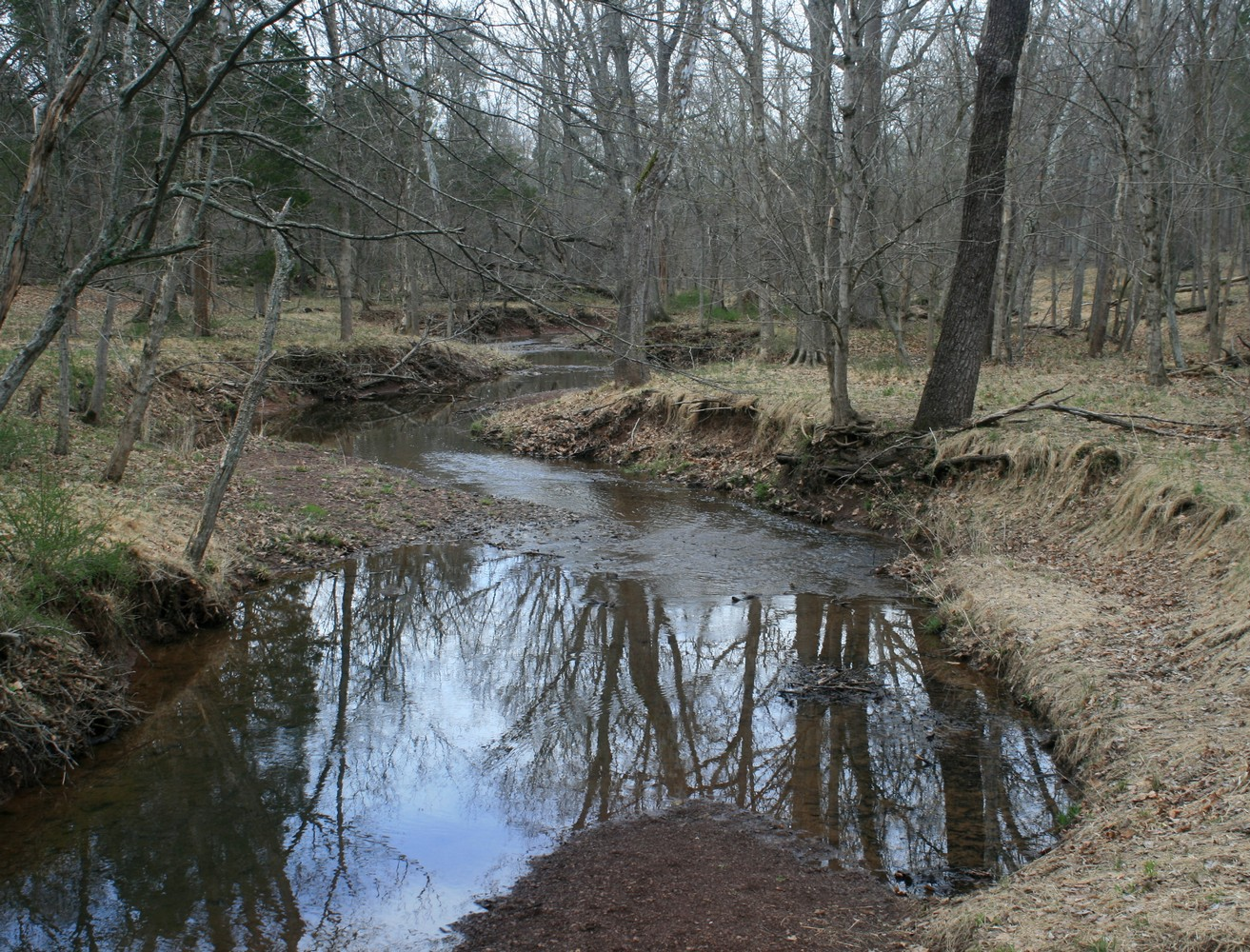
Струмок Чінн-Бренч

Забезпечивши евакуацію Сміта в тил, Елзі повів бригаду далі, за Садлі-Роуд, на невелику висоту Болд-Гілл, де побудував бригаду в бойову лінію фронтом на північ. Однак, як тільки бригада вишикувалась, Елзі зауважив федералів на пагорбі Чинн-Рідж зліва від себе, тому розгорнув бригаду і рушив у той бік, спускаючись в долину струмка Чинн-Бренч. Поруч виявилася батарея Бекхама, яку Елзі відправив ще далі вліво, на Чинн-Рідж, де вона розгорнулася біля будинку Чинна. В цей час на Чинн-Рідж вийшли два полки бригади Говарда — 2-й вермонтський полк полковника Вайтінга і 4-й Мічиганський полк полковника Беррі. Вони помітили південнокаролінців Кершоу і Кеша, що стояли за огорожею дороги Садлі-Роуд, і відкрили по них вогонь. Перестрілка йшла на дистанції 300 метрів без відчутного ефекту. Бригада Елзі, вишикувана уздовж струмка Чінн-Бренч, не відразу впізнала противника, але як тільки з'явилися федеральні прапори, Елзі наказав відкрити вогонь. До мушкетного вогню приєдналася батарея Бекхама. Говард повернувся за своїми двома резервними полками (3-м і 5-м Мічиганськими), але застав їх в розладі і сум'ятті. Половина 5-го Мічиганського нез'ясовно зникла. Зібравши залишки, Говард повів полки на пагорб. Його бригада все ще не зазнала відчутних втрат, але через плутанину деякі підрозділи почали відступати. Говард скомандував загальний відступ, сподіваючись навести порядок в тилу.

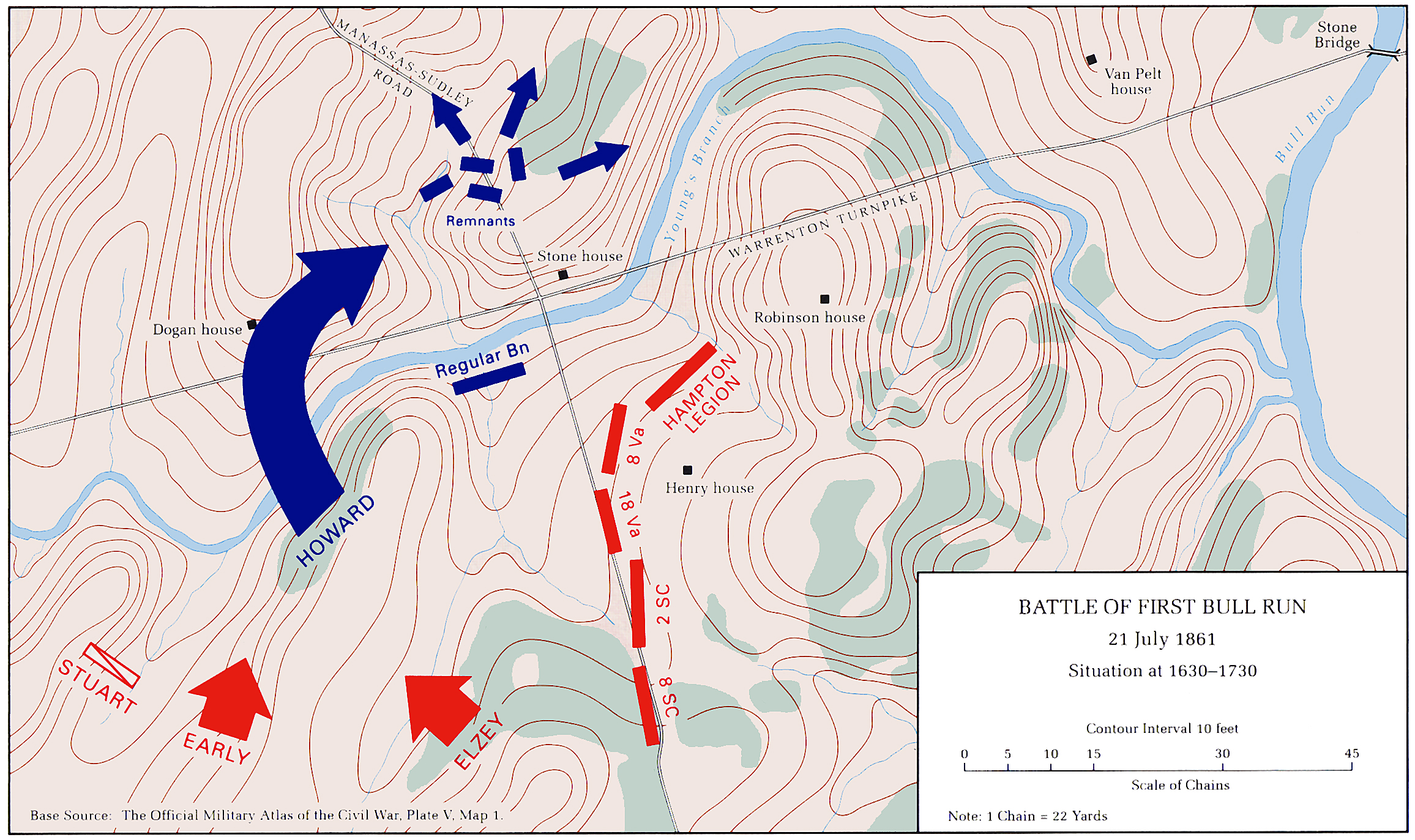
Відступ Говарда

Помітивши відступ противника, Елзі повів бригаду в атаку вгору по схилу пагорба. Піднявшись на вершину, південні нагнали бригаду Говарда, який саме намагався навести порядок в полках. Вогонь бригади Елзі остаточно розладнав федералів, і вони почали хаотичний відступ. Багато федеральних частин в цей день переживали дезорганізацію і відступ, але саме в бригаді Говарда вперше почалася справжня паніка. Її відхід відкрив фланг батальйону Сайкса, який також був змушений відходити. Відступ останніх боєздатних частин ініціював загальний безладний відхід всієї федеральної армії. Рядовий бригади Елзі потім згадував, що, піднявшись на пагорб Чинн-Рідж, південні не помітили ніяких організованих частин, а тільки густі натовпи втікачів.
Генерал Борегар прибув з пагорба Генрі на Чинн-Рідж під гучні привітання всієї армії Півдня. «Слава Елзі, — оголосив він, — Блюхеру цього дня!».

### Втрати
Вся федеральна армія тепер відступала до переправ через Булл-Ран. Борегар мав можливість організувати переслідування, в його розпорядженні була бригада Елзі, батарея Бекхема, кавалерійський батальйон Стюарта і бригада Ерлі. Також підійшов 19-й Вірджинський піхотний полк. Всього Борегар міг зібрати приблизно 7000 чоловік, готових до бою. Однак противник відступав занадто швидко, і Борегару довелося діяти без всякого продуманого плану: він відправив у погоню 28-й Вірджинський полк, який піднявся на пагорб Метьюз, але виявив, що пагорб вже порожній. Слідом на пагорб Метьюз піднялася бригада Ерлі, але і вона не змогла нікого наздогнати. Північні розбігалися в різні боки, і неможливо було зрозуміти, де основний шлях відступу. Ерлі привів бригаду до броду Поплар-Форд, де і зупинився. У розпорядженні Борегара був також кавалерійський загін Стюарта — близько 150 осіб. Він почав переслідування і відразу зіткнувся з регулярами Сайкса, які для відбиття кавалерійської атаки вишикувалися в каре — це стало фактично єдиним випадком застосування такої побудови в ту війну. Стюарт не наважився атакувати каре і зайнявся іншими втікачами, переслідуючи їх в напрямку броду Садлі-Форд.

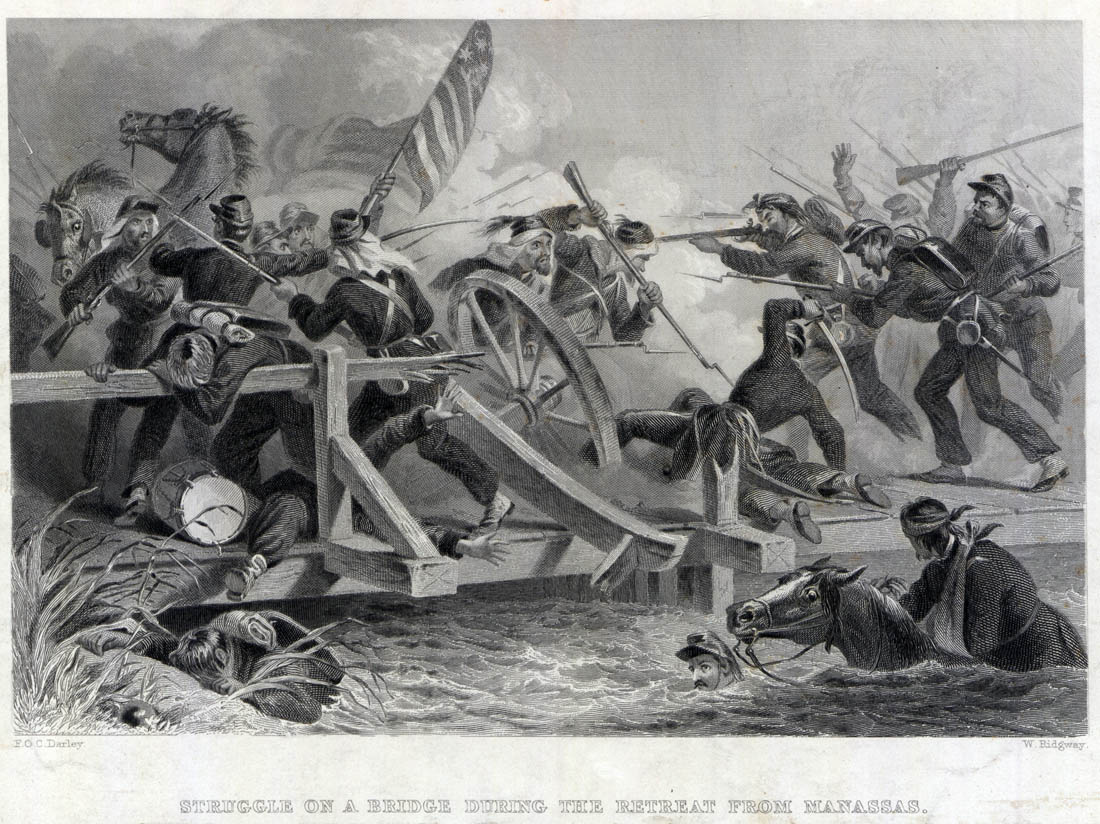
Бійка за міст під час відступу від Манассаса

Федеральні підрозділи відступали по тих же дорогах, по яких вранці йшли в наступ, тільки швидше. І знову проблема виникла там же, де і вранці: на мосту через Каб-Ран. Однак якщо вранці марш був організованим, то тепер натовп був некерованим. У Борегара з'явився шанс знищити противника, скориставшись його затримкою біля мосту. Він відправив вперед три полки: першим йшов 18-й Вірджинський, але він помітив важку артилерію за Кам'яним мостом і вирішив переправитися на схід — у Льюїс-Форд. Джозеф Кершоу повів два свої полки (2-й і 8-й Південнокаролінські) прямо через Кам'яний міст, проте, помітивши великі сили противника попереду, зупинився і почав просити в Борегара вказівок. Поки він чекав відповіді Борегара, два кавалерійських підрозділи (Ратфорда і Манфорда) перейшли річку біля Льюїс-Форд і атакували відступаючих на Воррентонській дорозі. Однак кавалерія незабаром зіткнулася з великими піхотними частинами і відступила. В ході цієї атаки захоплено прапор 69-го Нью-Йоркського полку і його полковник, Майкл Коркоран.
Незабаром після відходу кавалерії Кершоу отримав наказ продовжити наступ. Рухаючись по шосе, він незабаром побачив те місце, де до потоків відступаючих по Воррентонській дорозі приєднувався потік втікачів від броду Садлі-Форд, утворюючи пробку, яку історик Хеннессі називав небаченою в американській історії аж до цього дня. Кершоу наказав капітану Кемперу розгорнути гармати і відкрити вогонь по противнику біля мосту з дистанції 1000 метрів. Перший же снаряд розірвався над мостом, налякавши коней, які перекинули два вози, повністю перегородивши міст. Це змусило відступаючих бігти прямо через річку. Однак цей шлях був недоступний для колісного транспорту. Кемпер зробив всього близько дванадцяти пострілів, завдавши шкоди переважно 2-му Нью-Гемпшірському полку.
Паніка біля мосту через Каб-Ран тривала близько півгодини. До 18:30 майже всі відступаючі пішли за міст. Одним з останніх відступав лейтенант Пітер Хейнс зі своїм 30-фунтовим «Парротом». Важка гармата застрягла в заростях, і він змушений був її кинути. «Паррот» в результаті потрапив в руки південних і став найзначнішим трофеєм того дня. Всього біля мосту було кинуто 16 гармат.
На заході сонця в штаб Борегара прийшло повідомлення про те, що противник загрожує правому флангу армії. Донесення згодом виявилося хибним, але Борегар наказав припинити переслідування і відступити назад за Булл-Ран.
Свідками втечі армії виявилися і численні цивільні особи, які прибули в цю неділю з Вашингтона, щоб поспостерігати за ходом бою. Серед них — політики і журналісти, в їх числі Еліягу Вошберн, сенатори Генрі Вілсон і Бенжамін Вейд та інші. Особливістю цього відступу, за словами Хеннессі, стало те, що найвпливовіші люди країни стали не тільки свідками катастрофи, але і її безпосередніми учасниками. Їх публічні виступи і публікації згодом сильно вплинули на громадську думку. Пережитий ними досвід породив підозріле ставлення до армійського командування в середовищі вашингтонської адміністрації, вимога контролю над армією та, зокрема, привів до створення «Комітету з управління війною», головою якого став Бенжамін Вейд.

## Наслідки
Президент Конфедерації Джефферсон Девіс особисто прибув на поле бою і застав його кінець. Він запропонував негайно організувати переслідування, але і Джонстон, і Борегар визнали це нездійсненним. Джонстон заявив, що південні більш дезорганізовані перемогою, ніж північні поразкою. Через кілька тижнів в пресі почалася суперечка про те, з чиєї вини не було організовано переслідування і чому не був узятий Вашингтон. Джонстон і Борегар приєдналися до цієї суперечки, звинувачуючи один одного в зриві наступу. Джеймс Макферсон писав, що 21 липня перспективи захоплення Вашингтона були не більше ніж ілюзією, і всі командири усвідомлювали це. Макдавелл мав в Сентервіллі свіжі резерви, а наступного ж ранку сильні дощі зробили дороги непрохідними, хоча незадовільна логістика конфедератів не дала б здійснити переслідування навіть при гарній погоді. На складах Манассаса в ті дні взагалі не було продовольства для армії.
Коли генерал Макдавелл прибув в Сентервілл, він наказав генералу Діксону Майлзу зайняти оборону, щоб дати час відступаючій армії відійти за Сентервілл. Після цього він вирушив в Ферфакс, звідки відправив одному з офіцерів опис ситуації. Він писав, що солдати кинули ранці з запасами продовольства на поле бою і в результаті тепер у них немає їжі. Самі вони не їли нічого після ранкового сніданку. Боєприпаси для артилерії теж закінчилися. Армія є переважно неорганізований, деморалізований натовп. Командири, писав він, єдині в думці, що втриматися на південній стороні Потомаку неможливо. Він, однак, сподівався, що армія зможе зайняти позицію поблизу Ферфакса.

### Суперечка Юелла з Борегаром
У битві під Манассасом, згідно з підрахунками «Енциклопедії медицини Громадянської війни», південні втратили 387 чоловік убитими, 1582 пораненими і 13 зниклими безвісти. Федеральна армія втратила 418—460 чоловік убитими, 1011—1124 людини пораненими і 1216—1260 чоловік полоненими. Офіційні рапорти не дозволяють більш точно оцінити втрати, тому підсумкові цифри різняться в різних джерелах. Вірджинська енциклопедія дає майже ті ж цифри — втрати Півночі: 460 вбито, 1124 поранено, 1312 взято в полон; втрати Півдня: 387 вбито, 1 582 поранено, 13 пропало безвісти
Ніхто не був готовий до таких втрат і належного догляду за пораненими. У федеральній армії передбачалося, що кожен полк сам займеться своїми пораненими. Однак у полків часто не було для цього коштів: наприклад, 1-й Коннектикутський полк налічував 600—700 чоловік і всього один санітарний віз і два санітарні намети. Багато санітарних возів покинули поле бою ще в ході битви, тому вивезти поранених часто не було на чому. Деякі пролежали на полі цілий тиждень після бою.
Бій показав серйозні недоліки в санітарному забезпеченні армій. Стала очевидною необхідність серйозної організованої структури, яка б займалася пораненими. Головний медик федеральної армії Вільям Кінг був звільнений, і його місце зайняв Чарльз Тріплер. Він залишився на цій посаді до липня 1862 року, хоча і не зміг усунути всі недоліки армійської медичної системи.
24 липня 1861 генерал Річард Юелл склав свій офіційний рапорт. На наступний день він дізнався, що генерал Борегар незадоволений тим, що він не виконав наказ про наступ на Сентервілл. Обурений Юелл написав Борегару лист, де докладно описав всі свої дії в ході бою і перерахував всі отримані накази, і запропонував Борегару надати копію наказу про наступ і назвати кур'єра, який його доставляв. Виявилося, що у Борегара немає копії того наказу, і він навіть не пам'ятає кур'єра. Йому довелося поступитися, і він написав Юеллу, що жодним чином не звинувачує його в біді і відобразить це в рапорті. І все ж рапорт Борегара породив в суспільстві недобрі чутки про Юелла аж до звинувачень в зраді. Склалася думка, що саме через Юелла зірвався запланований наступ і був упущений шанс розбити федеральну армію. Дискусії з цього питання спалахнули знову в 1884 році і бурхливо обговорювалися в пресі до 1891 року.

### Причини невдачі федеральної армії
З перших днів після битви почалися суперечки про причини невдачі федеральної армії. Такими причинами бачилися погана підготовка офіцерів, неякісна їжа або бойові якості рядових. Генерал Макдавелл стверджував, що помилковим було саме рішення відправляти в бій ненавчені війська. Сучасні історики все ж вважають, що у федеральної армії були всі умови для того, щоб виграти бій. Виділяється кілька основних причин поразки: першою і найбільш очевидною вважається нездатність генерала Паттерсона утримати армію Джонстона в долині Шенандоа. Попри потрійну чисельну перевагу, Паттерсон упустив Джонстона, дозволив тому приєднатися до Борегара і тим позбавив Макдавелла чисельної переваги. Ще важливіше те, що приєднання Джонстона дало Борегару мобільний резерв, який він зміг перекинути на небезпечну ділянку, не оголюючи інші частини фронту. Саме на армію Джонстона припала основне навантаження в день бою: вона втратила 1343 людини убитими і пораненими, в той час як бригади Борегара — тільки 614 осіб.
Паттерсон дав Джонстону можливість піти, а Макдавелл дав йому час на приєднання до Борегара. Макдавелл витратив два дні на рекогносцирування, яке також було проведено погано. У ньому не задіяли кавалерію, не провели розвідку боєм, навіть не картографували дороги. Фактично за два дні розвідки федеральна армія не взнала нічого нового про місцевість і противника.
Третьою причиною став погано підготовлений ранковий марш 21 липня. Федеральне командування мало два дні на те, щоб вивчити і виправити міст через Каб-Ран, але цього зроблено не було. Головною ж помилкою стало те, що Макдавелл відправив першою дивізію Тайлера. Якби першими йшли дивізії Хантера і Хейнцельмана, вони вийшли б до переправ на пару годин раніше і їх шанси на успіх істотно зросли б. Ще одним важливим фактором невдачі стала двогодинна пауза в битві — між захопленням пагорба Метьюз і початком наступу на пагорб Генрі. Якби Макдавелл відразу рушив на пагорб Генрі, він би легко зайняв його і повністю змінив би хід бою. Однак його затримка дала час прийти полку Гемптона, а потім бригаді Джексона. Причини такої поведінки Макдавелла криються в незвичайності самого бою: він був першим в тій війні, і ніхто не міг знати, на що повинна бути схожа перемога. Макдавелл вважав, що бій можна виграти одним лише маневруванням, а успіх битви за пагорб Метьюз в той момент багато хто прийняв за остаточну перемогу.
До початку боїв за пагорб Генрі Макдавелл мав потрійну чисельну перевагу. Пагорб штурмували 15 федеральних полків, але тільки один раз в атаці брало участь більше двох. Весь інший час полки ходили в атаку поодинці. Це сталося тому, що Макдавелл з самого початку недооцінив сили противника на пагорбі, але також і тому, що у Макдавелла не вистачило досвіду управління армією. Його війська були зведені в бригади і дивізії, але жодного разу бригада або дивізія не діяла як єдине ціле. Навіть Вільям Шерман в той день посилав свою бригаду в бій по частинах. Подібна стратегія стала відмітною рисою цієї битви.

### Музеєфікація

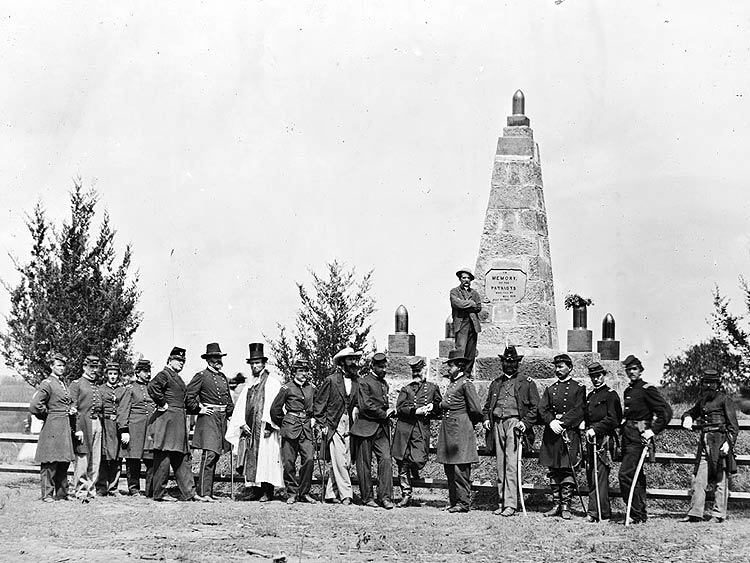
Відкриття обеліска 1865 року

Уже в перші дні після битви на полі бою стали відзначати місця, де загинули ті чи інші відомі люди. Вже через 6 тижнів рядові бригади Бартоу встановили в його честь мармурову колону на пагорбі Генрі. Після війни армійське командування побудувало на пагорбі Генрі гранітний обеліск, прикрашений п'ятьма 200-фунтовими снарядами, — його урочисто відкрили 11 червня 1865 року. 1906 року штат Нью-Йорк розпорядився встановити три гранітних монументи: в пам'ять 5-го Нью-Йоркського, 10-го Нью-Йоркського і 14-го Бруклінського полків. На церемонії відкриття були присутні ветерани з обох сторін. Поле бою швидко стало популярним місцем паломництва приватних осіб. Г'ю Генрі, власник будинку Генрі, почав влаштовувати екскурсії по полю бою і одночасно збирати історичні артефакти і незабаром створив в своєму будинку приватний музей битви. 1900 року він опублікував сувенірний буклет. 1918 року в його музеї зареєстровано відвідувачів з 31-го штату.

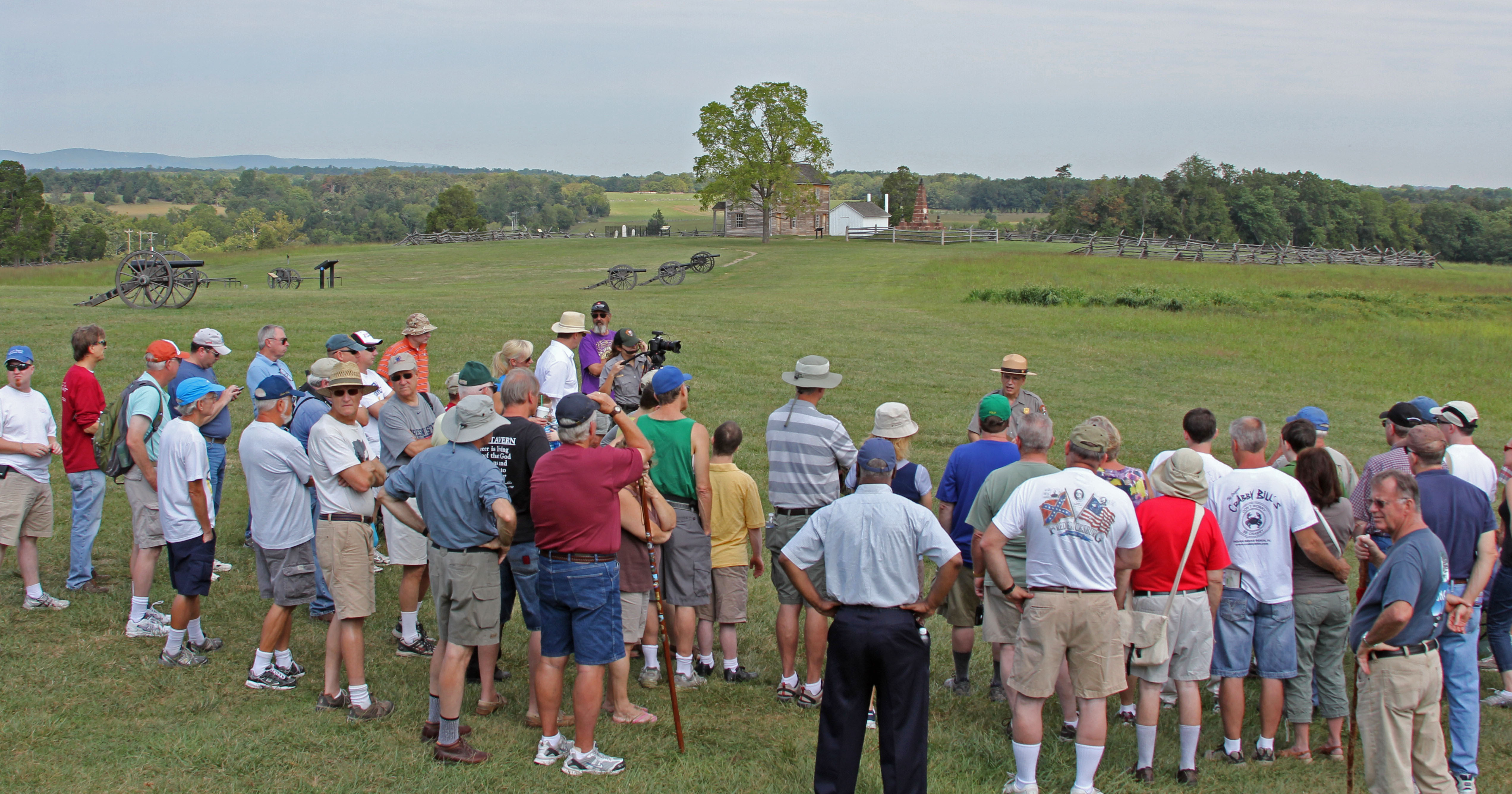
Екскурсія на пагорбі Генрі

Ініціатива створення національного парку на місці битви належала Джону Карру Ронду, який служив в сигнальному корпусі федеральної армії, а після війни поселився в Манассасі і став ідеологом єднання Півночі і Півдня. 21 липня 1911 року він організував Манассасський національний ювілей миру з нагоди 50-річчя битви. На церемонії були присутні губернатор Вірджинії і президент Тафт. З 1901 року Ронд домагався від Сенату США коштів на створення парку і майже домігся успіху до 1913 року, але початок Першої світової війни відволік уряд від цього завдання. Ронд помер в 1918 році.
У 1921 році нащадки ветеранів-південців створили на пагорбі Генрі Парк Конфедерації, який зусиллями адміністрації Рузвельта перетворено в охоронну зону. 10 травня 1940 роки з'явився Манассасський національний парк. Історик Дон Джонсон писав, що, на превеликий жаль, інформаційний центр парку побудований прямо на тому місці, де під час бою за пагорб Генрі стояла батарея Рікеттса, що заважає відвідувачам зрозуміти загальну картину бою. Вся права частина позиції Рікеттса тепер зайнята інфоцентром, а там, де був центр позиції, тепер знаходиться паркування.